# 京成バス千葉イースト新港営業所
京成バス千葉イースト新港営業所（けいせいバスちばイーストしんみなとえいぎょうしょ）は、千葉県千葉市美浜区新港にある京成バス千葉イーストの営業所。
千葉市において一般路線バスを運行しているほか、成田空港・羽田空港への空港連絡バス、千葉市から館山市方面への高速バスなどを運行している。
本項では、新港営業所の前身であるちばシティバス株式会社と、同社に分社化される前の京成電鉄千葉営業所新宿車庫についても扱う。

## 概要
ちばシティバス（後述）が1999年（平成11年）2月1日に設立され、京成電鉄の千葉営業所新宿車庫を引き継ぐことにより、2000年（平成12年）1月16日に営業を開始した。営業開始時の路線は、千葉市西部の臨海地域を走る幸町団地線・幸町循環線、公務員住宅線であったが、その後京成よりさらに数路線の移管を受けるとともに、轟町循環線をはじめとする独自路線を開設し、営業規模を拡大した。
一般路線バスは全線が千葉市内での運行だが、千葉市美浜区から千葉市中央区の東部まで、広範囲にわたっている。ちばシティバス時代の2005年（平成17年）初頭から各路線に系統番号が導入されたが、当初は「幸町12」・「新16」・「川戸19」のような終点ないしは経過地名と数字を組み合わせた方式であった。2006年（平成18年）の公務員住宅線短縮や星久喜線延長に際し、当該路線のみ「稲51」・「千21」のようにターミナル駅側の記号を用いた方式に変更され、2008年（平成20年）4月の本社移転の際に全ての路線に系統番号が付与された。
また、千葉中央駅を起点に成田空港への高速バスの運行も行っているほか、2007年（平成19年）4月1日より同駅から羽田空港への運行も京成バスより6往復の移管を受けて開始、さらには2014年（平成26年）7月23日より館山線（南総里見号）を京成バスより移管され運行を開始している。このほかに習志野市茜浜地区・千葉市千葉港地区などの特定輸送も行っている。

## 沿革

### 京成電鉄千葉営業所新宿車庫時代
新宿車庫は、1964年（昭和39年）から1998年（平成10年）まで京成電鉄の千葉営業所が置かれていたところで、多くの千葉市街路線を長年担当してきた。しかし、千葉都市モノレールの開通や道路渋滞により利用者数が低迷する中で、京成は1990年代後半に市街路線の大半を廃止したり、他社に移管したりするなどの方法で整理することとし、千葉営業所も御成台車庫に移転させ、千葉市若葉区の郊外住宅路線や千葉大学病院周辺の輸送に徹することとなった。その結果、新宿車庫の担当路線は年々縮小し、最終的には千葉市美浜区で初期に造成された地域を走る公務員住宅線、幸町団地線だけが残された。これらを新会社であるちばシティバス（後述）がそのまま継承した。

### ちばシティバス時代
ちばシティバス株式会社は、千葉県千葉市美浜区新港32番12にあったバス事業者。京成電鉄の連結子会社で、京成グループの企業であった。1999年（平成11年）2月1日に設立され、翌2000年（平成12年）1月16日に京成電鉄（現・京成バス）千葉営業所新宿車庫の移管を受けて営業を開始した。京成電鉄によるバスの地域分社化は、ちばフラワーバス、ちばレインボーバスに次いで3社目となる。
本社は、千葉市役所に程近い千葉市中央区千葉港の国道357号沿いにあったが、2008年（平成20年）4月20日に千葉市美浜区新港に移転した。営業所は本社併設の千葉営業所のみであった。2001年9月に星久喜線、いずみ台線が移管された際には、この2路線の拠点として千葉市若葉区に、同社千城台車庫が設けられたが、2004年3月に新宿車庫の敷地が拡張されたことで全車両が新宿に集約配置されるようになり、千城台車庫は、京成バスの折り返し場のみに戻った。現在では新宿車庫も廃止され、跡地にはマンションが建てられた。
営業開始から1年の間に、ポートアリーナ線、作草部線、弥生線（その後廃止）を京成からの移管により運転を開始し、翌2001年には、同社独自の新路線となる幕張本郷循環線、轟町循環線を100円均一運賃によって開業した（前者はその後廃止）。同年9月には京成よりいずみ台線、星久喜線を移管され、千葉市の東側への乗り入れを開始すると同時に、この2線を担当する車庫として千葉市若葉区千城台東（旧・京成電鉄千城台車庫跡地）に千城台車庫を設置した。また、2002年には作草部線と並行区間の多い千葉中央線を京成より譲受、2005年には新路線として、ちば県民保健予防財団線を開設した。
このように、路線数自体は営業開始から数年で大幅に増加したが、大半は京成電鉄本体で維持が困難であった路線を移管されたものである。このため、同社の運行となってからは大胆な運用効率化策がとられ、作草部線や公務員住宅線のように大幅に本数を削減されたり、弥生線・いずみ台線のように路線や一部の系統が廃止されたりした路線もある。一方、比較的利用者の多い星久喜線の本数を移管時に比べ倍以上に増やしたり、空港連絡路線に参入したりするなどして、新たな利用者の獲得を図っている。

### 年表

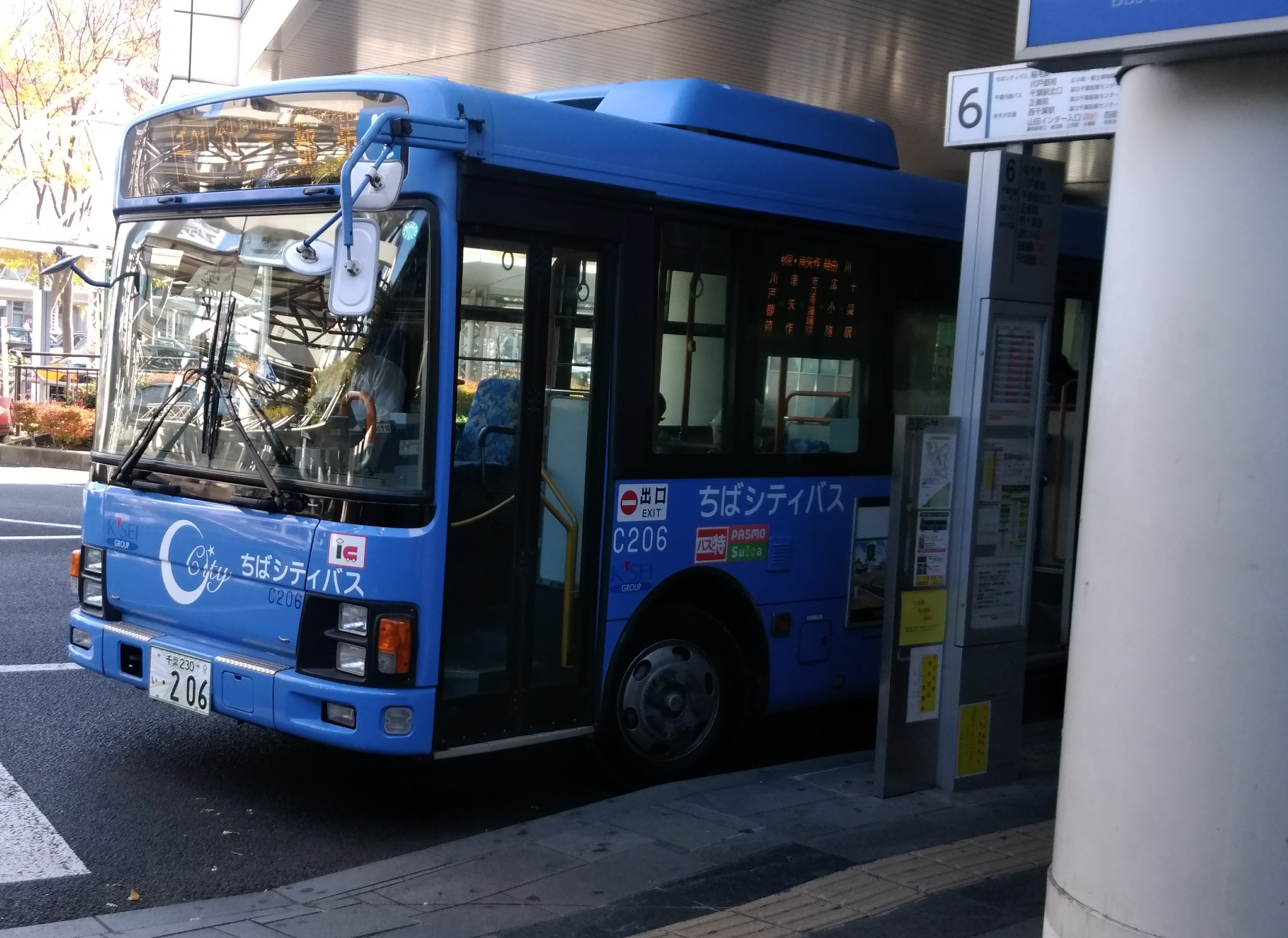
オリンピック特別仕様ナンバーを取得したC206号車

- 1999年（平成11年）2月1日：ちばシティバスを設立。
- 2000年（平成12年）
  - 1月16日：京成電鉄千葉営業所新宿車庫の公務員住宅線、幸町団地線の移管を受け運行開始。
  - この年：京成より弥生線の移管を受け運行開始。
  - 7月16日：京成の千葉四街道線を分割し、千葉駅 - 福祉センター間がシティバスの管轄となり運行開始。
  - 9月：京成より作草部線の移管を受け運行開始。
- 2001年（平成13年）
  - 2月1日：轟町循環線を新設し運行開始。
  - 2月22日：幕張本郷循環線を新設し運行開始[4]。
  - 9月16日：ポートアリーナ線が土休日運休となる。京成よりいずみ台線、星久喜線（千葉駅 - 川戸）の移管を受け運行開始。千城台車庫担当路線になる。
- 2002年（平成14年）
  - この年：京成より作草部線と千葉中央線の移管を受け、運行開始。
  - 11月21日：千葉交通の銚子 - 千葉・幕張線が8往復に増発すると共に休日の運転を開始。ちばシティバスとの共同運行となる。
- 2003年（平成15年）
  - この年：幕張本郷循環線が廃止。
  - 8月4日：銚子 - 千葉・幕張線が休日のみ4往復に減便。
  - 10月16日：星久喜線が増便。
  - 12月1日：銚子 - 千葉・幕張線が平日・土休日とも2往復に減便。ちばシティバスは運行から撤退。千葉交通は継続運行。以後は千葉交通銚子営業所#高速バス：銚子 - 千葉・幕張線の項を参照。
- 2004年（平成16年）3月：千城台車庫廃止に伴い同車庫担当路線が新宿車庫担当となる。
- 2005年（平成17年）1月4日：ちば県民保健予防財団線（新港線・千葉駅北口 - ちば県民保健予防財団）を新設し運行開始。
- 2006年（平成18年）
  - 3月1日：千葉経済大学 - 教育センター間に五丁目1番停留所新設。
  - 6月16日：星久喜線が千葉駅 - 川戸都苑に延長。系統番号が「川戸19」から「千21」に変更。
  - 10月16日：星久喜線が増便。
- 2007年（平成19年）
  - 4月1日：いずみ台線の千葉駅 - いずみ台ローズタウン便が廃止され、代替としてちばフラワーバス千葉線が、一部ローズタウン経由となる。
  - 7月：作草部線が土休日運休となる。
- 2008年（平成20年）
  - 3月1日：いずみ台線の千城台駅 - いずみ台ローズタウン便が廃止され、代替として千葉市コミュニティバス「いずみバス」が運行開始。
  - 4月20日：本社を新宿車庫から新港に移転した。それに伴いダイヤ改正が行われ、ポートタウン線は廃止となり、新港循環線を新設し運行開始。また幸町団地線の福祉センター発着便が廃止された。
- 2010年（平成22年）
  - 3月15日：作草部線が運行休止。
  - 12月1日：美浜ニューポートリゾート方面の路線を新設し運行開始。
- 2011年（平成23年）
  - 2月21日：登戸海岸渚跡をハローワーク千葉へ名称変更。
  - 4月6日：新港自動車団地・アクアリンクちば方面の路線を新設し運行開始。
  - 4月25日：千葉中央線の平日の一部便が千葉駅より星久喜線に乗り入れ川戸都苑まで運行・千葉大学病院経由となる。
- 2013年（平成25年）
  - 1月16日：千葉海浜交通との共同運行によりメッセ新都心線を新設し運行開始[5]。
  - 8月8日：千葉中央バスとの共同運行により星久喜線の大学病院から大宮団地線を新設し平日4本を運行。
- 2014年（平成26年）7月23日：京成バスより高速バス館山線（南総里見号）の移管を受け運行開始。
- 2017年（平成29年）10月16日：ちばシティバスに所属する車両全29両に東京2020オリンピック・パラリンピック競技大会「特別仕様ナンバープレート」を導入し、希望ナンバーを利用し社号とナンバープレートの番号を統一。
- 2023年（令和5年）7月1日：運賃改定[6][7]。
- 2024年（令和6年）3月15日：メッセ新都心線から撤退[8]（最終運行は10日）。千葉海浜交通は継続運行。以後は千葉海浜交通#幕張メッセ中央線の項を参照。
- 2025年（令和7年）4月1日：京成グループのバス事業再編により、ちばシティバスは千葉中央バス・成田空港交通・千葉内陸バス・ちばフラワーバス・ちばグリーンバスと統合され、京成電鉄バスホールディングス傘下の京成バス千葉イーストとなった[9][10]。これに伴い、千葉営業所の名称は新港営業所に変更された[1][2]。

## 現行路線（高速路線）

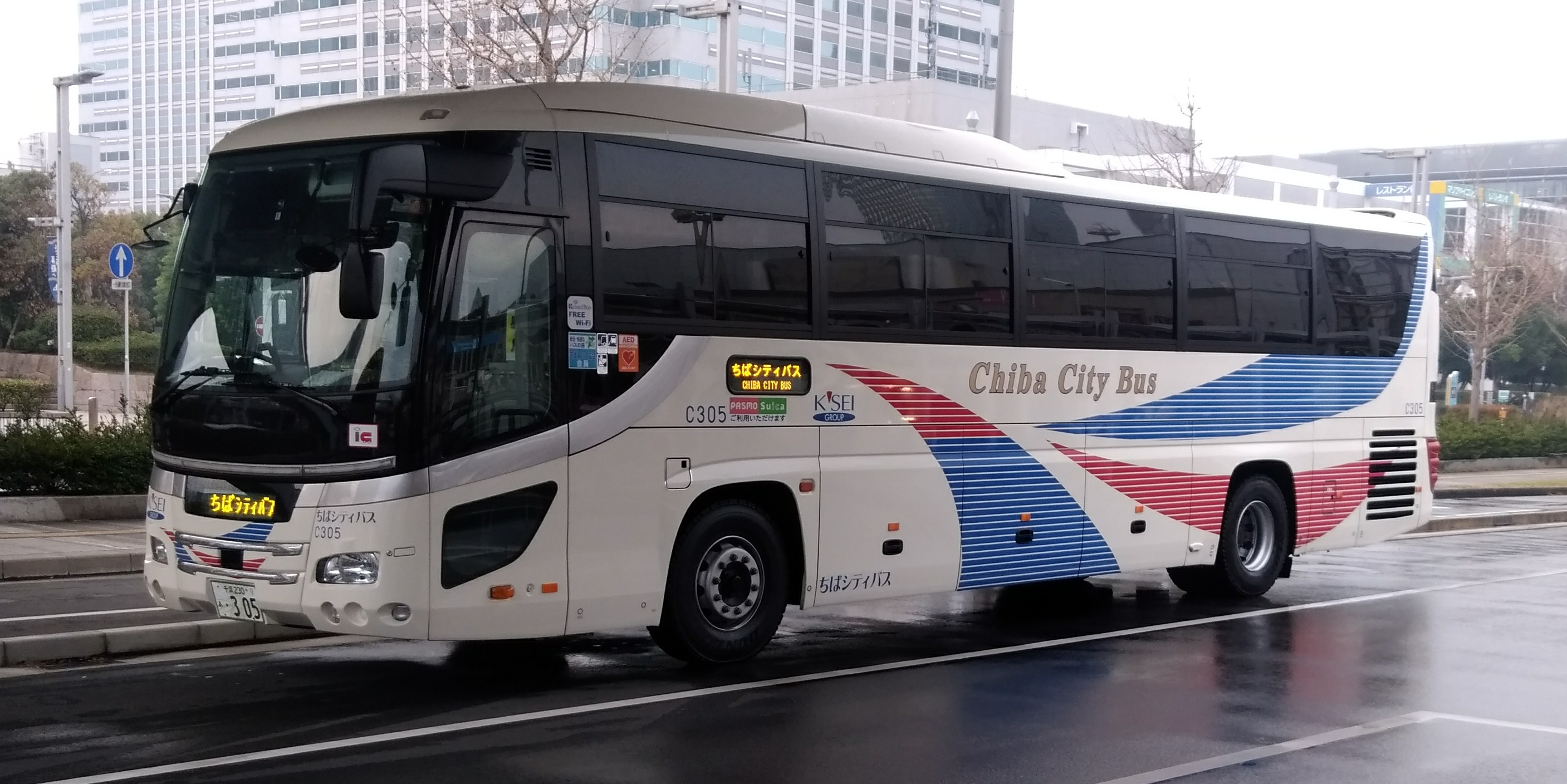
ちばシティバスの高速バス（2018年12月）

〔 〕は、共同運行会社。

### 羽田空港線
- 千葉中央駅・千葉駅西口・海浜幕張駅 - 羽田空港〔京成バス（新習志野高速営業所）・東京空港交通・京浜急行バス（新子安営業所）〕
  - 2020年（令和2年）3月29日：羽田空港第1ターミナル・第2ターミナルの乗り場が変更[11]。
  - 2023年（令和5年）9月30日：回数券の販売終了[12]。
  - 2024年（令和6年）4月25日：運賃改定[13]。

### 成田空港線
- 稲毛海岸駅・検見川浜駅・海浜幕張駅 - 成田空港〔京成バス（千葉営業所）・成田空港交通〕
  - 2013年（平成25年）5月16日：一部便が幕張メッセ中央への乗り入れを開始。
  - 2014年（平成26年）7月23日：一部便がイオンモール幕張新都心への乗り入れを開始。
  - 2017年（平成29年）7月15日：千葉みなと駅への乗り入れを開始。
  - 2019年（平成31年）3月28日：京成バスの成田空港路線改変により、千葉駅・千葉中央駅・千葉みなと駅・幸町第三の各停留所を廃止。
  - 2023年（令和5年）12月15日：回数券の販売終了[14]。

### 館山線（南総里見号）

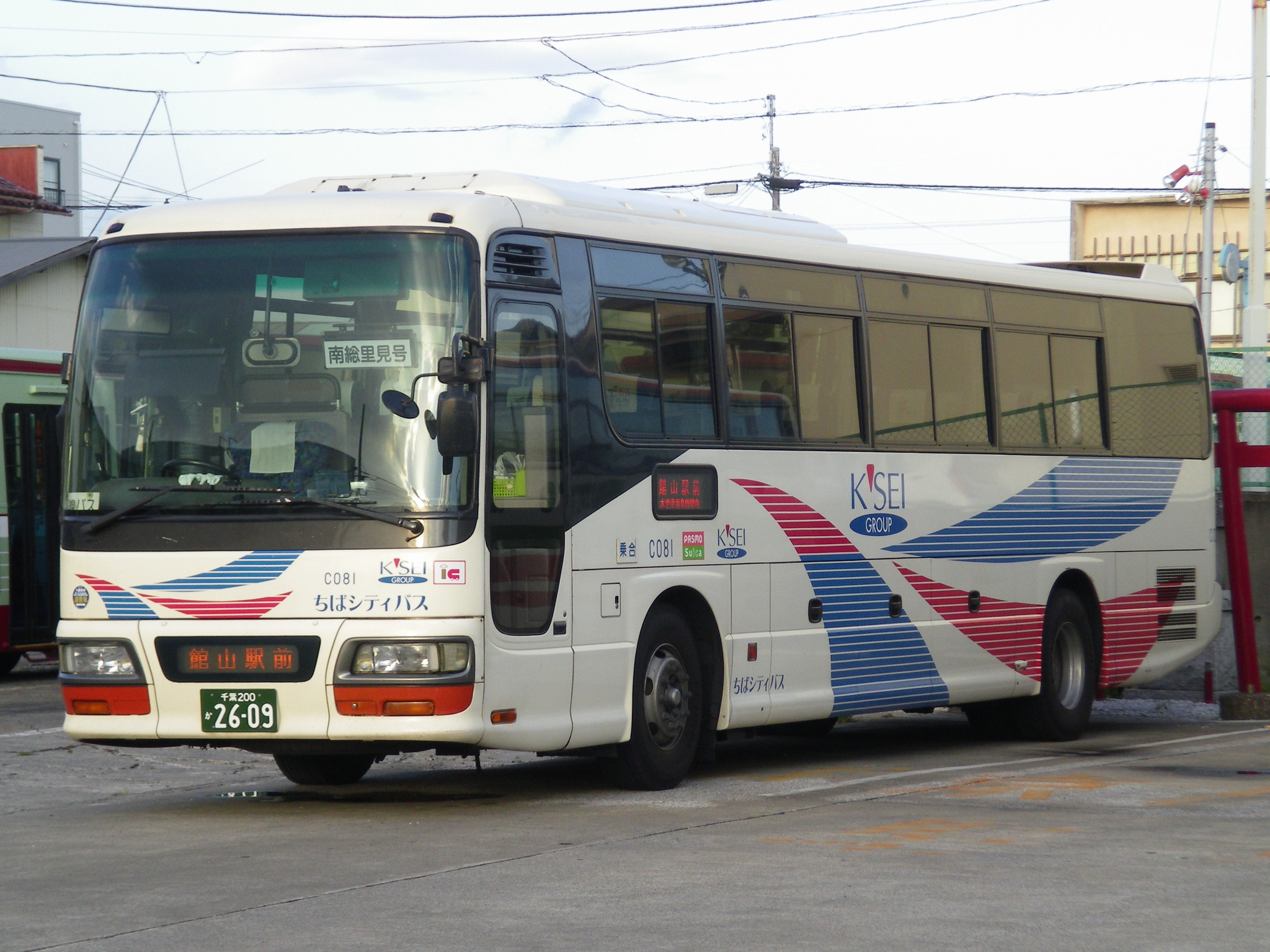
館山日東バス本社営業所で待機中の館山線

- 千葉みなと駅・千葉駅 - 木更津羽鳥野BS - 東京湾フェリー（金谷港） - 館山駅前 - 安房白浜駅〔日東交通（館山営業所）〕
  - 2006年（平成18年）
    - 2月10日：[京成バス] 京成バス・日東交通・館山日東バスの3社共同で運行開始。1日16往復。
    - 7月1日：[京成バス] 専用回数券の発売開始。
    - 9月16日：[京成バス] 蘇我駅への乗り入れ開始。
    - 11月：[京成バス] 高速バスロケーションシステムのサービス開始。

  - 2007年（平成19年）
    - 4月21日：[京成バス] 「木更津羽鳥野バスストップ」停留所に停車開始。
    - 7月5日：[京成バス] 館山自動車道全通に伴い運行経路変更（所要時間短縮）。

  - 2008年（平成20年）
    - 4月21日：[京成バス] 木更津羽鳥野バスストップ始発便新設（0.5往復・平日のみ）。
    - 12月1日：[京成バス] 20往復に増便。

  - 2009年（平成21年）3月26日：[京成バス] 京成バス運行便のみPASMO・Suica導入。
  - 2011年（平成23年）1月30日：[京成バス] 発車時刻等の見直しを実施。
  - 2012年（平成24年）12月16日：[京成バス] 22往復に増便。
  - 2014年（平成26年）
    - 4月1日：[京成バス] 通勤定期券の発売開始[15]。
    - 7月23日：ちばシティバスに運行移管[16]。

  - 2017年（平成29年）
    - 11月18日：白浜側の発着地を白浜・野島崎から安房白浜駅へ変更。千葉側の発着地を千葉みなと駅に統一。
    - 12月5日：同社担当便で鮮魚を輸送する貨客混載を開始[17][18][19]。

  - 2019年（令和元年）10月1日：同日から供用開始となる富津浅間山バスストップに停車開始[20][21]。
  - 2020年（令和2年）10月1日：館山日東バスが日東交通に吸収合併されたことにより、共同運行会社が日東交通1社となった。
  - 2022年（令和4年）9月1日：平日の一部便が東京湾フェリー（金谷港）に停車開始[22][23][24]。
  - 2023年（令和5年）7月31日：平日40便、休日28便にそれぞれ減便。併せて、休日の一部便が東京湾フェリー（浜金谷港）に停車開始[25]。
  - 2024年（令和6年）4月25日：IC運賃割引キャンペーンが終了[26][27]。
  - 2025年（令和7年）3月11日：「九重駅前」バス停留所を移設[28]。

千葉県千葉市と、館山自動車道・富津館山道路を経由して、同県南房総市、館山市を結ぶ高速バス路線である。愛称は一般公募により制定（『南総里見八犬伝（作：曲亭馬琴）』から由来する）。
元々は京成バスが運行していたが、京成グループ内での高速路線の再編に伴い、2014年7月23日に京成バスから移管された。今回の移管を機に、館山市のマスコットキャラクターである「ダッペエ」のイラストがプリントされた、座席頭部カバーを取り付け、同市のPRを図ることになった。

### 横浜シティ・エア・ターミナル線
- 直行：幕張メッセ中央 - （無停車） - 横浜シティ・エア・ターミナル (YCAT) 〔京成バス（新習志野高速営業所・奥戸営業所・千葉営業所・長沼営業所）・京成トランジットバス・京浜急行バス〕
  - 2021年（令和3年）10月8日：路線参入。

## 現行路線（一般路線）
〔 〕は、共同運行会社。

### 幸町団地線、幸町循環線

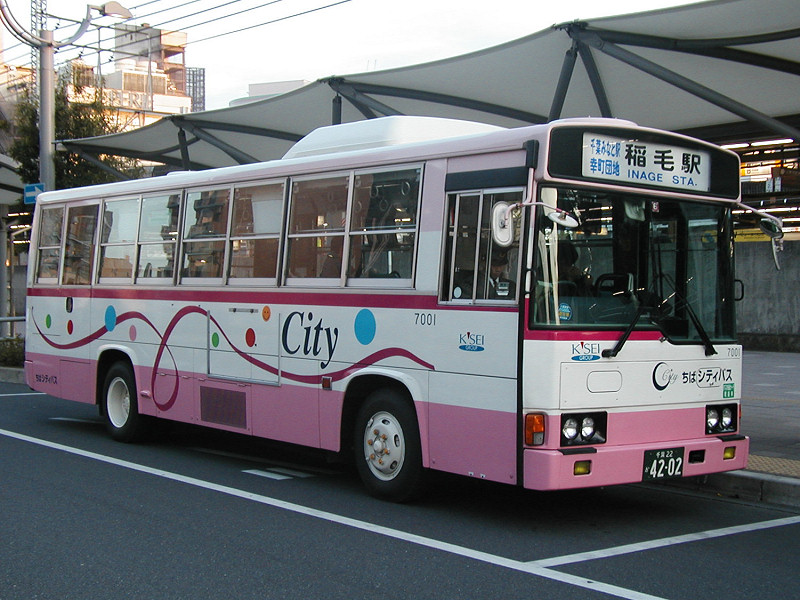
幸町団地線で使用された旧塗装車両

- 稲61：稲毛駅西口 - 高洲一丁目 - 幸町団地 - ガーデンタウン - 千葉みなと駅 - ハローワーク千葉 - 千葉駅西口
- 稲62：稲毛駅西口 - 高洲一丁目 - 幸町団地 - ガーデンタウン
- 稲63：幸町団地 - ガーデンタウン - 千葉みなと駅 - ハローワーク千葉 - 千葉駅西口
- 稲65：稲毛駅西口 → 高洲一丁目 → 幸町団地 → 公民館 → 幸町中央
- 稲66：幸町中央 → 16街区 → 稲毛海岸一丁目 → 稲毛駅西口
- 稲67：稲毛駅西口 → 高洲一丁目 → 幸町団地 → 公民館 → 幸町中央 → 16街区 → 稲毛海岸一丁目 → 稲毛駅西口（循環）
  - 2014年4月1日：稲61、稲63系統の千葉駅発着場所を北口から西口に変更。
  - 2017年7月16日：「農業会館」停留所が廃止。

幸町は、千葉市美浜区では稲毛海岸の次に入居が始まった地区であり、当初は京成電鉄によって幸町団地線（京成千葉駅 - 流通センター - 幸町団地）とこの線の前身である西千葉線（西千葉駅 - 千葉興銀本店 - 幸町団地）の2つのバス路線が運行されていた。しかし、どちらも団地の海側を主に走り、国道14号側にはショッピングセンター停留所（現・あすか交通の幸町中央と同位置）が設置されていただけであった。このため、国道側の住民はこれらの路線を敬遠し、駅との移動はタクシーの相乗りによって行うことが多くなっていった。
その後、タクシー会社であった団地交通（現：あすか交通）が住民の要望を受けて、団地内に小型バスをきめ細かなルートで運行するようになると、京成の路線は利用者が伸び悩み、1980年代には千葉市街方面への運行を小湊鉄道や千葉海浜交通に任せて廃止し、ショッピングセンター乗り入れも中止してしまった。一方、東京方面への通勤に有利な稲毛駅への乗り入れを1983年に開始し、稲毛と団地の海側を結ぶ輸送に力を入れるようになっていった。
一方の団地交通も1997年に稲毛駅への乗り入れを開始するなど、幸町周辺における営業の拡張を続けたが、1999年に千葉駅北口バスロータリーの整備が完了したのを機に、両社間の路線調整が実施されることとなった。これにより、京成は公民館循環便を団地交通との共同運行により開業するとともに、千葉駅北口への乗り入れを開始し、約半年の運行を経てちばシティバスへの移管が行われた。循環便はあすか交通の時刻表にも記載されている。
2008年4月20日の本社新港地区移転と同時にダイヤ改正が実施され、京成時代から運行されていた、JR稲毛駅発福祉センター発着便が廃止となり、ガーデンタウン止まりとなった。千葉駅北口発幸町第二行きは幸町団地行きとなった。

### 轟町循環線

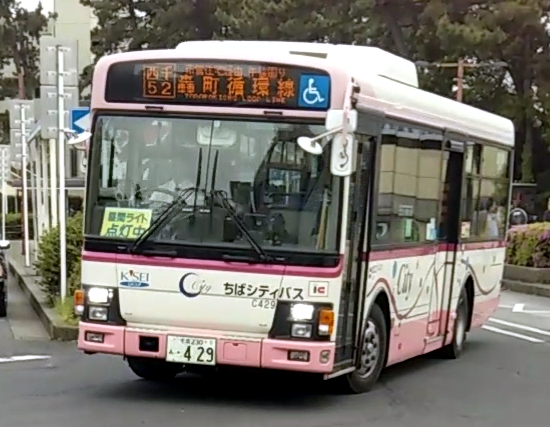
西千葉駅を発車する轟町循環線（旧塗装車両）

- 西千51（午前廻り）：西千葉駅 → 轟町県住 → 千葉経済大学 → 二丁目7番 → 松波県住 → 西千葉駅
- 西千52（午後廻り）：西千葉駅 → 松波県住 → 二丁目7番 → 千葉経済大学 → 松波県住 → 西千葉駅
- 西千53：西千葉駅 → 轟町県住 → 千葉経済大学
- 西千54：千葉経済大学 → 松波県住 → 西千葉駅
  - 2001年2月1日：西千葉駅 - 轟町循環を開通。
  - 2006年3月1日：千葉経済大学 - 教育センター間に「五丁目1番」停留所を新設。
  - 2021年3月22日：西千52系統の経路を、『千葉経済大学 → 轟町県住 → 西千葉駅』から『千葉経済大学 → 松波県住 → 西千葉駅』に変更。また、千葉経済大学を起終点とする西千53・西千54系統の運行を開始。

西千葉駅を起点に轟町の市営住宅・千葉経済大学周辺を循環する路線である。短距離ということもあり、普通運賃が全区間にて150円均一となっている。同駅発時刻を基準に、午前は千葉経済大学先回り、午後は市営住宅（二丁目）先回りで運行する。系統番号は午前廻りが「西千51」、午後廻りが「西千52」である。
同社設立後に開設された路線で、従来バスが乗り入れなかった狭隘道路を走行する。当初は専用のマイクロバスで運行されていたが、想定以上に利用者が増加したことから、まもなく一回り大きい中型車両に置き換えられた。

### 千草台団地線
- 西千01：西千葉駅 - 東高校 - 作草部駅 - 公務員住宅 - 千草台団地
- 西千21：千葉駅北口 - 西千葉駅 - 東高校 - 作草部駅 - 公務員住宅 - 千草台団地
- 稲西01：稲毛駅東口 - 女子高校 - 穴川十字路 - （←穴川駅） - 千草台団地 - 公務員住宅 - 作草部駅 - 東高校 - 西千葉駅
- 稲103：稲毛駅東口 - 女子高校 - 穴川十字路 - （←穴川駅） - 千草台団地 - 公務員住宅 - 天台駅
  - [京成] 1967年：西千葉駅 - 千草台団地を開通。当初は経済高校経由。
  - 昭和40年代：作草部（現・作草部駅）経由となる。
  - 2018年3月16日：運行会社が京成バスからちばシティバスに移管される。これに伴い、運賃支払方法が京成バス時代の前乗り前払いから後乗り後払いに変更。
  - 2021年3月22日：稲103系統（穴川線）を統合、稲西01系統、西千21系統の運行開始[30]。

稲毛区の南東部に位置する千草台団地の主な足となる路線であり、開通当初は轟町の経済高校前を経由するルートであった。 京成バスは西千葉駅を発着する多数の路線を有していたが、 2018年3月16日より千草台団地線がちばシティバスへ移管されたことにより、西千葉駅発着の京成バス路線は全て子会社へ移管され、京成バスは西千葉駅発着の路線から撤退した。
2021年3月22日より、穴川線を統合する形で稲毛駅、千葉駅への乗り入れを開始した。

### 星久喜線

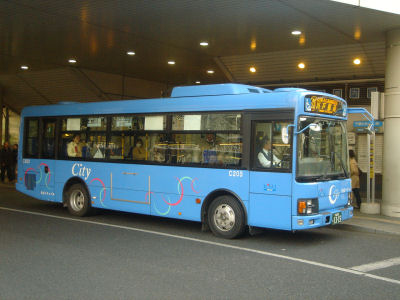
千葉駅に停車中の星久喜線

- 千21：（千葉中央駅西口 - 中央二丁目 - ） 千葉駅東口 - 広小路 - 郷土博物館・千葉県文化会館 - 中央博物館 - (千葉大学病院） - 市立青葉病院 - 南矢作 - 星久喜 - 川戸都苑
  - 1955年7月15日：[京成]初代千葉駅 - 稲辺田 - 川戸を開通。
  - 1991年6月12日：[京成]福祉センター - 新宿小学校 - 千葉駅 - 川戸に延長。
  - 1999年12月16日：[京成]千葉駅 - 川戸に短縮し、御成台車庫担当となる。
  - 2000年1月16日：新たな中休地点の千葉中央駅→千葉駅の出庫便を新設（のちに、この出庫便は廃止）。
  - 2001年9月16日：ちばシティバスに路線移管され、千城台車庫（当時）担当となる。
  - 2003年10月16日：本数を16往復から24往復に増便。
  - 2004年3月：同社・新宿車庫担当となる。
  - 2006年
    - 6月16日：「川戸」から「川戸都苑」まで延長。系統番号を「川戸19」から「千21」に変更。
    - 10月16日：本数を24往復から34往復に増便。

  - 2008年4月20日：車庫移転に伴いダイヤ改正。本数は変更なし。
  - 2011年4月25日：一部の便を千葉中央線と統合し、草野車庫 - 千葉駅 - 川戸都苑とする。草野車庫発着便は大学病院に乗り入れ。39往復に増便。
  - 2013年8月8日：千葉大学病院 - 川戸都苑 - 大宮団地を千葉中央バスと共同運行を開始「千29」として追加（1日2往復）
  - 2014年9月12日：千葉大学病院 - 川戸都苑 - 大宮団地を廃止。
  - 2021年3月22日：穴川線の廃止に伴い、穴川線との直通運転を終了。一部便の千葉中央駅への乗り入れを開始。

JR千葉駅から郷土館経由で川戸へ向かう路線である。京成バスの大学線を長くしたような路線だが、開通当初から一貫して広小路経由で運行している。稲辺田以西が特殊区間制に基づく運賃となっている。「星久喜」「仁戸名」「川戸」という停留所があるが、千葉中央バスが別ルートでこれらの町の中心部を走っており、本路線のルートはどちらかというと外れの方である。このため、千葉駅発着路線の割にはかなり本数が少ない時代が長く続いた。路線の特徴としては、川戸側の道路がやや狭隘であることが挙げられる。このため、この路線には中型車が使用されている。
川戸の折返場には休憩設備がないため、休憩は千葉側で行われる。大昔は福祉センター - JR千葉駅を回送し、休憩は新宿車庫で行われていたが、1991年の千葉都市モノレールダイヤ改正で福祉センター - 川戸を通しで営業運行するようになった。その後、2000年1月16日に新宿車庫がちばシティバスとなったため、新宿車庫での休憩ができなくなった。そこで、営業運行を千葉駅 - 川戸に再度短縮し、休憩場所を千葉中央駅西口ターミナルに変更した（なお、1999年12月16日に、ちばフラワーバスの千葉線が千葉中央駅から撤退しているので、同ターミナルに空きが生じたという背景もある）。この際、千葉中央駅→千葉駅という出庫便が設けられた（後にこの便は廃止）。
2001年9月16日の運行移管の際は、当時の新宿車庫が手狭ということから、新たに千城台に車庫を設けられ、同日に移管されたいずみ台線（現在は廃止）とともに駐留していた。現在は新港車庫の担当となっている。
2006年6月16日に終点が川戸から川戸都苑に1区間延長され、同時に系統番号が「川戸19」から「千21」に変更された。都苑は、支川都川沿いの老人ホームで、折返場は都苑に隣接する敷地に設けられている。これにより、終点と千葉中央バス川戸線の川戸停留所との距離が近くなった。
2006年10月16日には大幅に本数が増やされ、利用客には「大増回」と案内された。始発が早まり、最終は20時台から22時台に繰り下げられた。これに伴い千葉駅の乗り場は7番から6番に変更された。バスの車体には、『このバスで「郷土館（千葉県文化会館）」・「千葉県立中央博物館（大学病院）」・「千葉市立青葉病院」に行くことができます。』という案内板が掲げられ、利便性をアピールしていた。
2011年4月25日のダイヤ改正により千葉中央線の一部の便が平日のみ、星久喜線に乗り入れを開始し、川戸都苑（一部・千葉大学病院折り返し）まで運行されることになった。なおこの直通便に限り、千葉大学病院を経由する。これにより、スポーツセンター駅以北からの千葉大学病院への直通バスが、千葉都市モノレール千葉駅開通以来、約20年ぶりの復活となった。なお、千葉大学病院方向からの2本に限り、千葉中央線側の終点が（千葉都市モノレール）穴川駅となっている。
2013年8月8日に千葉中央バスとの共同運行便にて千葉大学病院から既存の路線を延長する形で大宮団地までの路線ができた。今まで川戸都苑が終点であったが千葉中央バスの星久喜台経由大宮団地行きの川戸（東）停留所をつなぐ形で1日4本運行されることになった。しかし利用は振るわず、わずか1年後の2014年9月に廃止された。
2021年3月22日のダイヤ改正により土休日に運行していた穴川線との直通便が廃止された。直通便のみで行われていた、大学病院への乗り入れは土休日1本のみ継続された。また、穴川線の代替として、千葉駅 - 千葉中央駅間の運行が土休日1本のみ開始された。

### 新港線
- 千38：千葉駅西口 - 千葉みなと駅西口 - ちば県民保健予防財団 - （→新港車庫前/←新港車庫）
- 千39：千葉駅西口 - 千葉みなと駅西口 - ちば県民保健予防財団 - 新港車庫前 - （→新港イースト/←新港6番）
  - 2005年1月4日：千葉駅北口 - ちば県民保健予防財団を開通。
  - 2008年4月20日：本社移転により一部循環運行に変更。
  - 2014年4月1日：千葉駅発着場所を北口から西口に変更。
  - 2015年10月1日：「フルヤ牛乳」停留所を「新港工業団地入口」に改称[31]。
  - 2017年3月21日：上下線とも「千葉みなと駅西口」への乗り入れを開始。農業会館経由から千葉市役所経由に経路変更。循環運行を終了し、千38系統に統一。
  - 2022年8月1日：千39系統が新設。

千葉市美浜区新港にあるちば県民保健予防財団（診療所）へのアクセス路線である。休日は運休となる。同財団はかつて千葉市中央区の京成バス沿線にあり（旧・千葉県対がん協会）、財団の移転にあたっては、同社の新線利用を促す掲示が千葉駅の京成バス停留所に出された。2008年の本社移転により循環運行に改められたが、2017年3月21日ダイヤ改正により千35（千葉駅西口 - 千葉みなと駅 - ちば県民保健予防財団）、千36（千葉駅西口 → 千葉みなと駅 → ちば県民保健予防財団 → 新港車庫前 → 千葉みなと駅 → 千葉駅北口）、千37（ちば県民保健予防財団 → 新港車庫前 → 千葉みなと駅 → 千葉駅西口）が廃止となった。2022年8月1日ダイヤ改正で千39系統が新設され路線延伸となった。

### 美浜リゾート線
- 稲71：稲毛駅西口 - 黒砂台二丁目 - ミハマニューポートリゾート第1 - 新港車庫
  - 2010年12月1日：運行開始（平日のみ）。
  - 2012年
    - 2月23日：増便及び土休日にも運行開始。
    - 5月1日：乗降方法が前乗り前払いから後乗り後払いに変更。
    - 11月16日：「黒砂台二丁目」停留所を新設。

黒砂陸橋を通りミハマニューポートリゾートへ向かう路線。新港車庫への出入庫を兼ねており、利用者があまり多くないため、2020年以降のダイヤ改正では減便傾向となっている。
運行開始時は機器更新が行われていなかったためか放送は無く行き先表示は「ちばシティバス」と表記され、フロントガラス上部に行き先が表示されていた。

### 自動車団地線

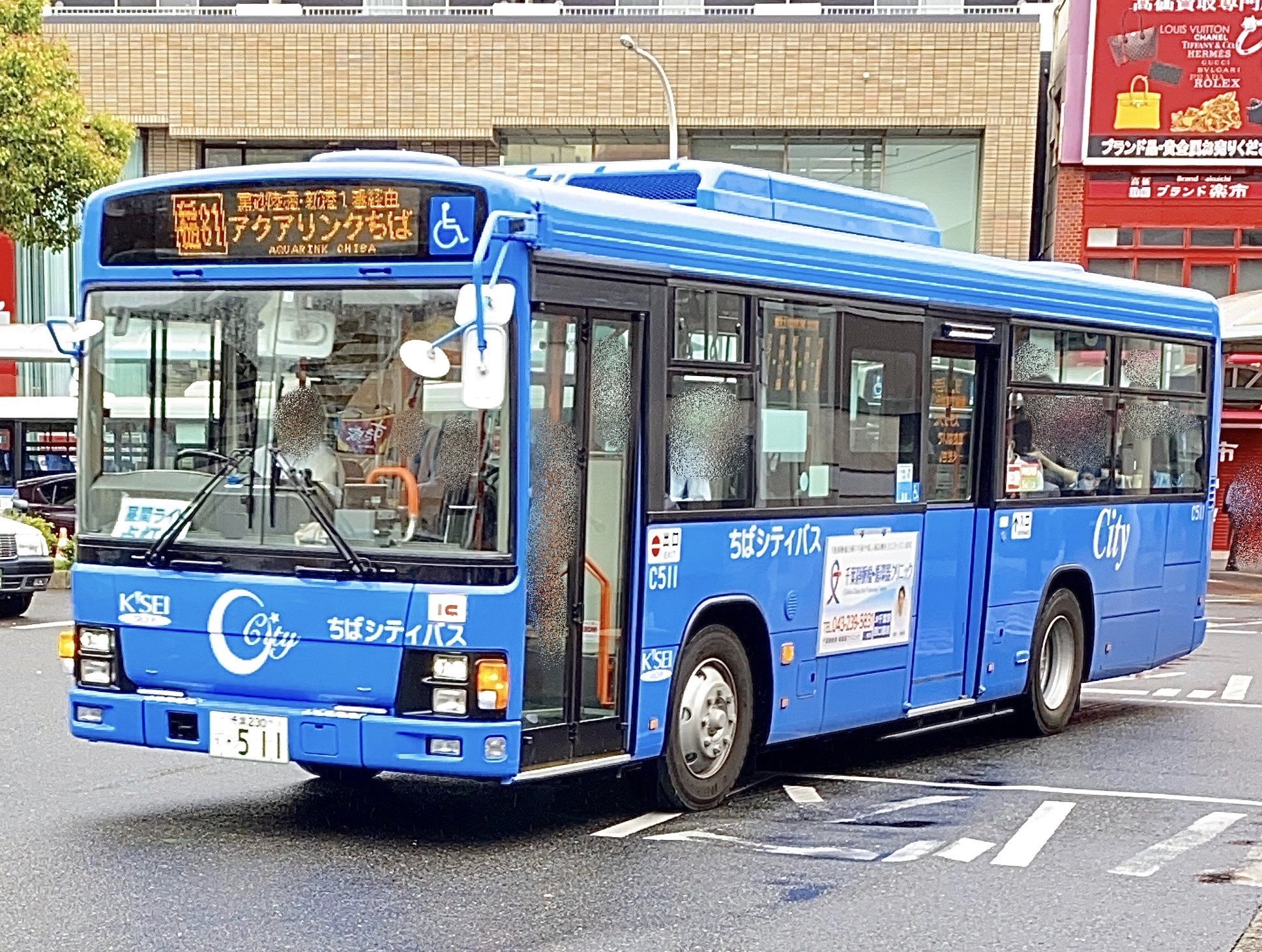
稲毛駅発アクアリンク行き

- 稲81：稲毛駅西口 - 黒砂台二丁目 - 千葉県自動車大学校前 - アクアリンクちば〔千葉海浜交通と共同運行〕
  - 2011年4月6日：運行開始。
  - 2012年11月16日：「黒砂台二丁目」停留所を新設。

同社は黒砂陸橋経由便のみ運行。

### JRA中山競馬場線

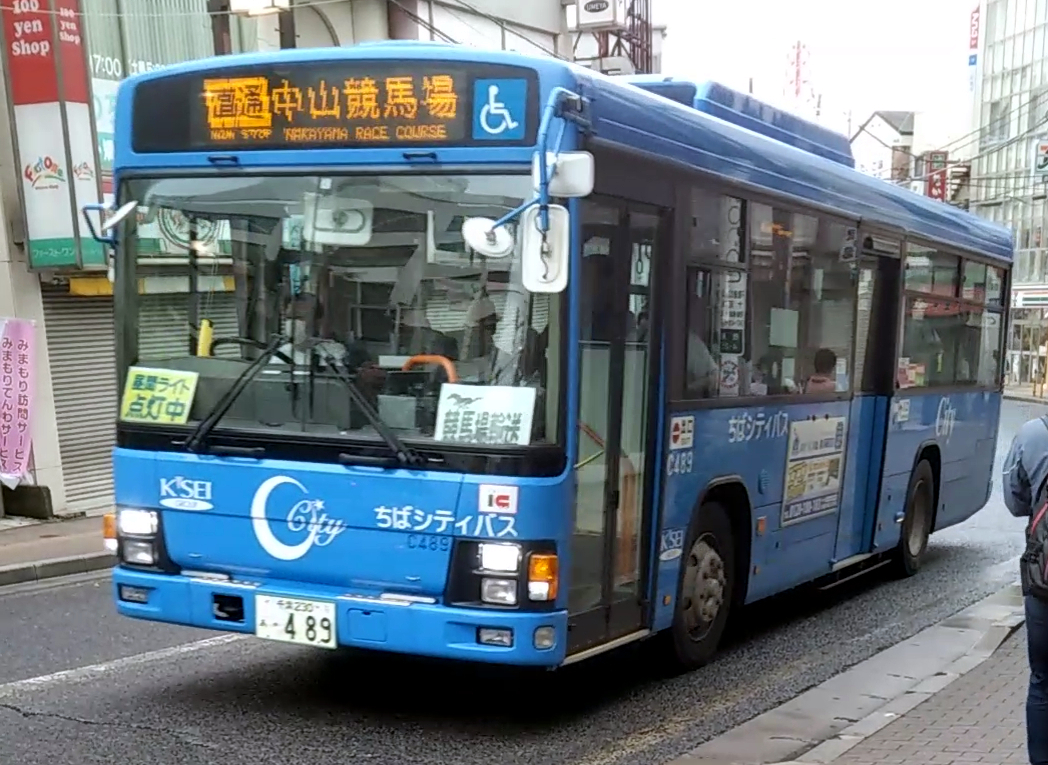
中山競馬場行きシャトルバスとなるC489号車

- 直通：西船橋駅 - （無停車） - 中山競馬場 ❲ちばレインボーバス・京成バスシステム❳

- - 2014年8月16日：運行開始。

土日祝日のみ運行（休場日は除く）。中山競馬場レース開催日と東京競馬場レース開催日には増便される。

### マリンスタジアム臨時直通バス

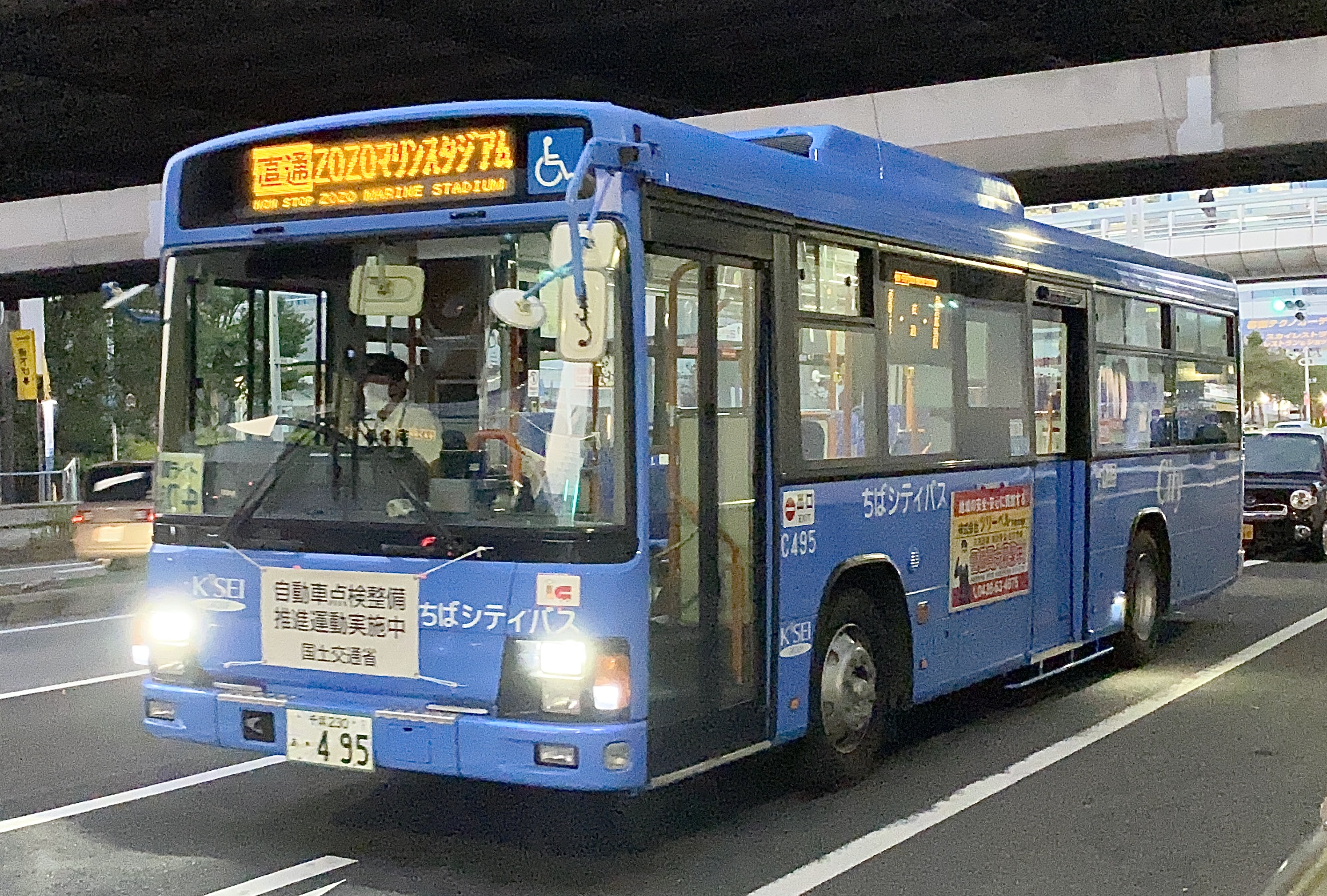
ZOZOマリンスタジアム行きの直通バスとなるC495号車

- 直通：海浜幕張駅（プレナ幕張） - （無停車） - ZOZOマリンスタジアム

プロ野球開催日のみ運転される臨時のバス路線である。本来は京成バス新都心営業所の路線であるが、稀に応援でちばシティバスが運行に入ることがある。

## 休止路線

### 作草部線

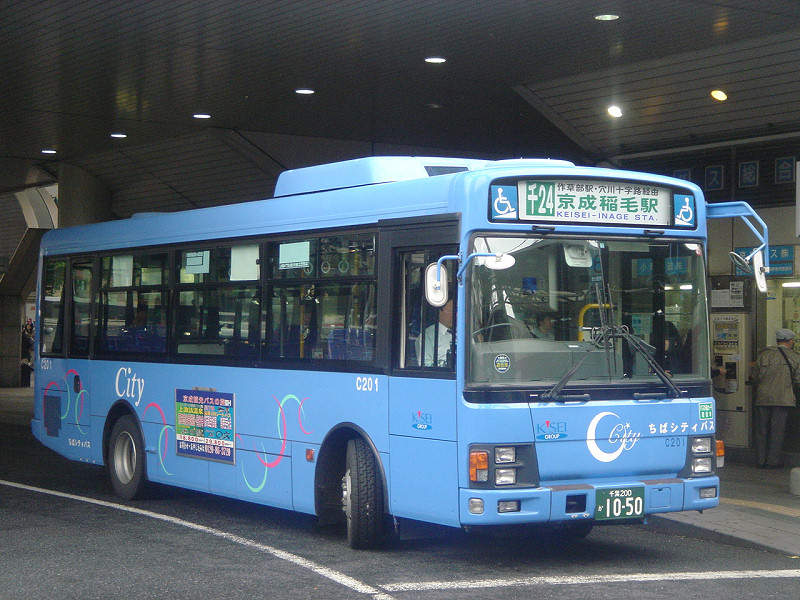
千葉駅に停車中の作草部線

- 千24：京成稲毛駅 - 稲毛駅 - 女子高校 - 穴川十字路 - 作草部駅 - 公園球場 - 千葉駅

2000年9月に京成電鉄から移管された路線で、千葉駅からモノレール沿いを穴川まで走り、京成稲毛駅に至っていた。この路線の原型は、京成が終戦直後から運行していた市街線または千葉寺線と呼ばれた路線で、昭和の末頃までは千葉駅および千葉寺と京成稲毛駅を結んでいた。モノレールが開業していなかった時代は、当時の国道16号沿線（穴川 - 椿森付近）から千葉市街方面への利用者が多く、千葉市街地における幹線バスの1つとなっていた。
このうち、千葉駅から千葉寺に至る区間は、戦前に千葉市街自動車が開設した路線を京成が引き継いだものである。同区間で競合する千葉中央バスや小湊鉄道の路線より古い歴史があったが、昭和の末頃になると両社の路線の勢いに押されて需要が低下していた。また、1991年にモノレールが千葉への乗り入れを開始すると、千葉駅 - 穴川十字路間でも乗客の減少が見込まれた。こうしたことから、1990年代に入り、千葉駅 - 千葉寺間の廃止と、稲毛側でモノレールを意図的に避ける形での大胆なルート変更が実施された。
しかし、京成時代の末期には結局もとのルートに戻され、一部の便で大学病院まで直通運転をしていた時期もあったが、シティバス移管に伴い直通は廃止され、再び千葉駅と京成稲毛駅の間を往復する運行となった。千葉側ではモノレールと、稲毛側では京成バスの路線群と競合していたため減便が繰り返され、2007年7月の改正で土休日が運休となり、2008年4月20日の本社移転による改正で大幅に減便された。末期は平日1往復のみとなっていたが、2010年3月15日より運行休止となった（最終運行12日）。

## 廃止路線

### 銚子 - 千葉・幕張線
- 免許センター - 海浜幕張駅 - 千葉駅 - 松尾横芝IC - 八日市場 - 匝瑳市役所 - 干潟駅前 - 飯岡 - 陣屋町
  - 1999年（平成11年）8月2日：千葉交通が銚子 - 幕張免許センター線の高速バスとして運行を開始（単独運行、1日1往復。なお、認可は1999年7月1日）。
  - 2002年（平成14年）11月21日：8往復に増発すると共に休日の運転を開始、同時に「海浜幕張駅」・「千葉みなと駅」・「千葉中央駅」・「中央三丁目」・「千葉駅」に停車。ちばシティバスとの共同運行となる。
  - 2003年（平成15年）
    - 8月4日：休日のみ4往復に減便。
    - 12月1日：平日・土休日とも2往復に減便。ちばシティバスが運行から撤退。千葉交通は継続運行。以後の沿革は千葉交通銚子営業所#高速バスの項を参照。

千葉県北東部の銚子や八日市場方面と幕張にある免許センターを千葉東金道路、銚子連絡道路、国道126号を利用して運行されていた路線である。
運行開始当初は、千葉交通単独で幕張免許センターと銚子地区を結ぶ路線として、平日のみ1往復であった。その後、2002年に千葉市内を経由するよう改められ、同時に毎日8往復に増発するとともに、同社が参入して共同運行となった。
しかし、一般道路（特に飯岡バイパス前後の国道126号）を走行する区間が長く時間がかかること、また千葉と銚子を結んでいる鉄道（総武本線）運賃とバスの運賃がさほど変わらないことから、他の高速バスにみられるような料金的または時間的な利点がないことも相まって利用客が少なく、2003年8月4日に休日のみ4往復に減便することとなった。そして、12月に同社は当路線の運行から撤退し、再び千葉交通の単独運行路線となるも、2019年6月28日をもって千葉交通も運行から撤退し、完全に路線廃止となった。

### いずみ台線

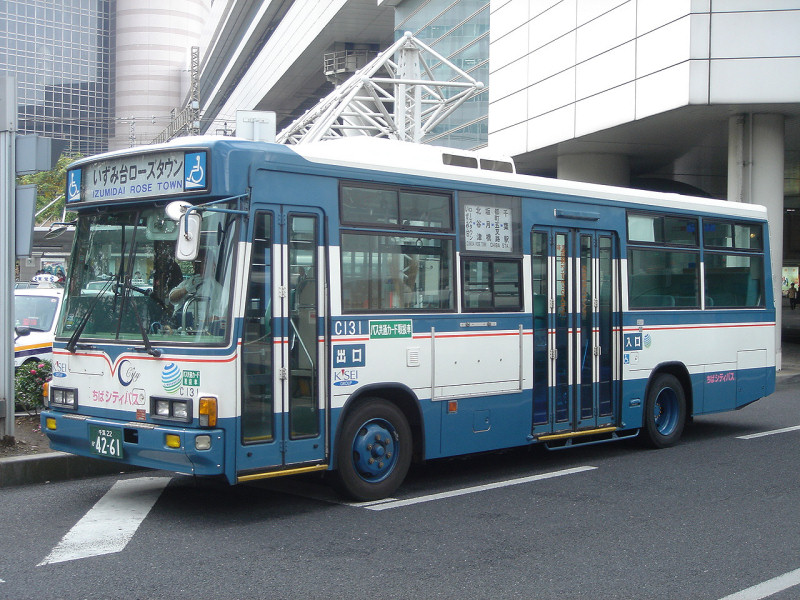
2007年に廃止された千葉駅発着便

- ローズ21：千葉駅 - 都町五叉路 - 和田新道 - 大草 - 北谷津 - いずみ台ローズタウン
- 千城台駅 - 公園前 - 大草台 - ゴルフ乗馬前 - 北谷津 - いずみ台ローズタウン
  - 1962年7月30日：[京成]京葉ゴルフ場線（前・京成千葉駅 - 京葉ゴルフ場）が開通。大草より南下するルート。
  - 1973年5月頃：[京成]北谷津経由の前・京成千葉駅 - いずみ台ローズタウンとなり、いずみ台線（当初はいずみ団地線と呼称）となる。その後、千城台車庫担当となる（時期不明）。
  - （時期不明）：[京成]国鉄千葉駅 - いずみ台ローズタウンに変更。
  - 1991年6月12日：[京成]千城台駅 - いずみ台ローズタウンを開通。
  - 1998年4月1日：[京成]全便が御成台車庫担当となる。
  - 2001年9月16日：ちばシティバスに路線移管され、千城台車庫（当時）担当となる。
  - 2004年3月：新宿車庫担当となる。
  - 2007年4月1日：千葉駅 - いずみ台ローズタウン便が廃止。
  - 2008年3月1日：千城台駅 - いずみ台ローズタウン便が廃止。

国道126号北谷津の近くにあるいずみ台ローズタウンと最寄り駅のモノレール千城台駅を結んでいた路線である。もともと前・京成千葉駅から京葉ゴルフ場への足を確保するために誕生した路線だが、同ゴルフ場のすぐそばに団地が完成し、北谷津側から入る新道も開通したため、こちら側にルートが切り替えられた。その後、1991年のモノレール千葉駅開業時に千城台駅発着便が追加され、千葉駅発着便との2本立てで運行していたが、2007年4月1日を以って後者は廃止され、残った千城台駅発着便も1年弱の運行を経て2008年3月1日に廃止された。
JR千葉駅発着便は、ちばフラワーバスの千葉線（京成時代の線名は東金線）の支線的な側面もあり、国道126号を走り、末端部のわずかの区間だけ別の道路を走っていた。前・京成千葉駅発着から国鉄（JR） 千葉駅発着に切り替えられた時期は不明である（1980年時点では国鉄駅発着になっているが、それ以前は不明）。この便は1973年の開通から2000年1月16日改正まで平土休同一ダイヤであった（ダイヤ改正はあった）ことが特筆すべきことの一つとしてあげられる。2001年にちばシティバスに移管されたが、その後、千葉駅便は若干の増便が行われた反面、千城台駅便は減便された。
千葉駅発着便の廃止に伴い、代わりにちばフラワーバスが千葉線の一部便をいずみ台ローズタウン経由に変更して運行することとなった。これにより、北谷津ゴルフ乗馬クラブ入口経由の、国道126号線上を走るバスの本数が減少した。また、千城台駅発着便の廃止に際しては、代替路線として千葉市がコミュニティバス路線「いずみバス」を新設した。

### ポートアリーナ線
- 千葉駅 - 中央二丁目 - 千葉中央駅 - ポートアリーナ - 問屋町 - 福祉センター
  - 2000年7月16日：千葉四街道線を分割し、同社路線として開通。
  - 2001年9月16日：土休日運休となる。
  - 2008年4月20日：廃止。

千葉四街道線は臼井線時代も含めて従来から千葉中央駅を発着していたが、ほとんどの利用客が千葉駅で乗下車してしまい、千葉中央駅に至ることがなかったため、京成はこの区間を廃止し、短縮することとした。その代わりに、短縮区間をちばシティバスが引き継ぐこととなった。このような経緯で開通した路線ゆえ、運行本数も非常に少なかった。なお、千葉駅 - ポートアリーナは千葉海浜交通と小湊鉄道がそこそこの本数を走らせており、この線独自の停留所はホテルグリーンタワー千葉の前におかれていた問屋町だけであった。2008年4月20日の本社移転に伴い、廃止となった（最終運行18日）。

### 幕張本郷循環線
- 幕張本郷駅→上ノ台小学校→幕張本郷三丁目→幕張本郷駅
  - 2001年2月22日：運行開始[4]。
  - 2003年：利用者減少に伴い廃止。

### 千葉大学病院線
- 千29：大学病院 - 市立青葉病院 - 南矢作 - 星久喜 - 川戸都苑 - 大宮団地（千葉中央バスと共同運行)
  - 2013年8月8日：運行開始。
  - 2014年9月12日：廃止[32]。

### 千葉中央線
- 千23：千葉中央駅 - 中央二丁目 - 千葉駅 - 公園球場 - 作草部駅 - 千草台団地 - 草野車庫
- 千22：（星久喜線から直通） - 千葉駅 - 公園球場 - 作草部駅 - 千草台団地 - 草野車庫
  - 2008年4月20日：系統番号の本格導入と運行本数の減便、土休日の終車繰り下げを実施。
  - 2011年4月25日：星久喜線への乗り入れを開始。
  - 2016年12月16日：スポーツセンター駅 - 草野車庫間の運行終了。千葉中央駅 - 天台四丁目間は稲毛駅発着の穴川線として引き続き運行。

千葉中央駅（西口）から千草台団地を経由して草野車庫までの路線であり、系統番号は「千23」（本社移転前までは「中央18」）であった。もともとは、京成により八千代台線（八千代台駅 - 広尾 - 長沼 - 千葉中央駅、および八千代台駅 - 畑小学校 - 穴川十字路 - 千葉中央駅）や横戸線（勝田台駅 - 横戸 - 長沼 - 千葉中央駅）として運行されていた。しかし、1991年に千葉都市モノレール（動物公園 - 千葉間）が開通したことにより、これらの路線は分割または短縮されることとなり、千葉中央駅側は、スポーツセンター駅 - 千葉中央駅を運行することとなった。その後、草野車庫まで延長された。多くの区間がモノレールと並行していたものの、千草台団地付近やスポーツセンター駅以北等、独自区間も若干存在し、本数もあまり多くないながらも運行が続けられた。千草台団地 - 千葉駅間は比較的利用者があった。
2011年4月25日のダイヤ改正により平日の一部の便が、千葉駅より星久喜線に乗り入れ川戸都苑（一部、千葉大学病院折り返し）まで運行されることになった。なおこの直通便に限り千葉大学病院を経由していた。これによりスポーツセンター駅以北からの千葉大学病院への直通バスが千葉都市モノレール千葉駅開通以来約20年ぶりの復活となった。星久喜線方向からの2本に限り千葉中央線側の終点が穴川駅となっていた。

### 植草学園線
- つ11 :都賀駅 - 植草学園大学
- 千42 :千葉駅 - 都賀駅 - 若葉区役所 - 植草学園大学
  - 2014年6月2日：運行開始。
  - 2017年3月4日：つ12系統（都賀駅 - 植草学園 - 四街道徳洲会病院 - 千城台駅）、千41系統（千葉駅 - 若葉区役所 - 植草学園）を廃止。
  - 2018年4月1日：ちばフラワーバスと共同運行開始。「植草学園」停留所を「植草学園大学」に改称。
  - 2018年7月1日：ちばシティバスが運行から撤退。ちばフラワーバス単独運行となる。

休日運休。また、平日も学校休校日や植草学園試験日は運休や土曜ダイヤで運行する事もある。

### 穴川線

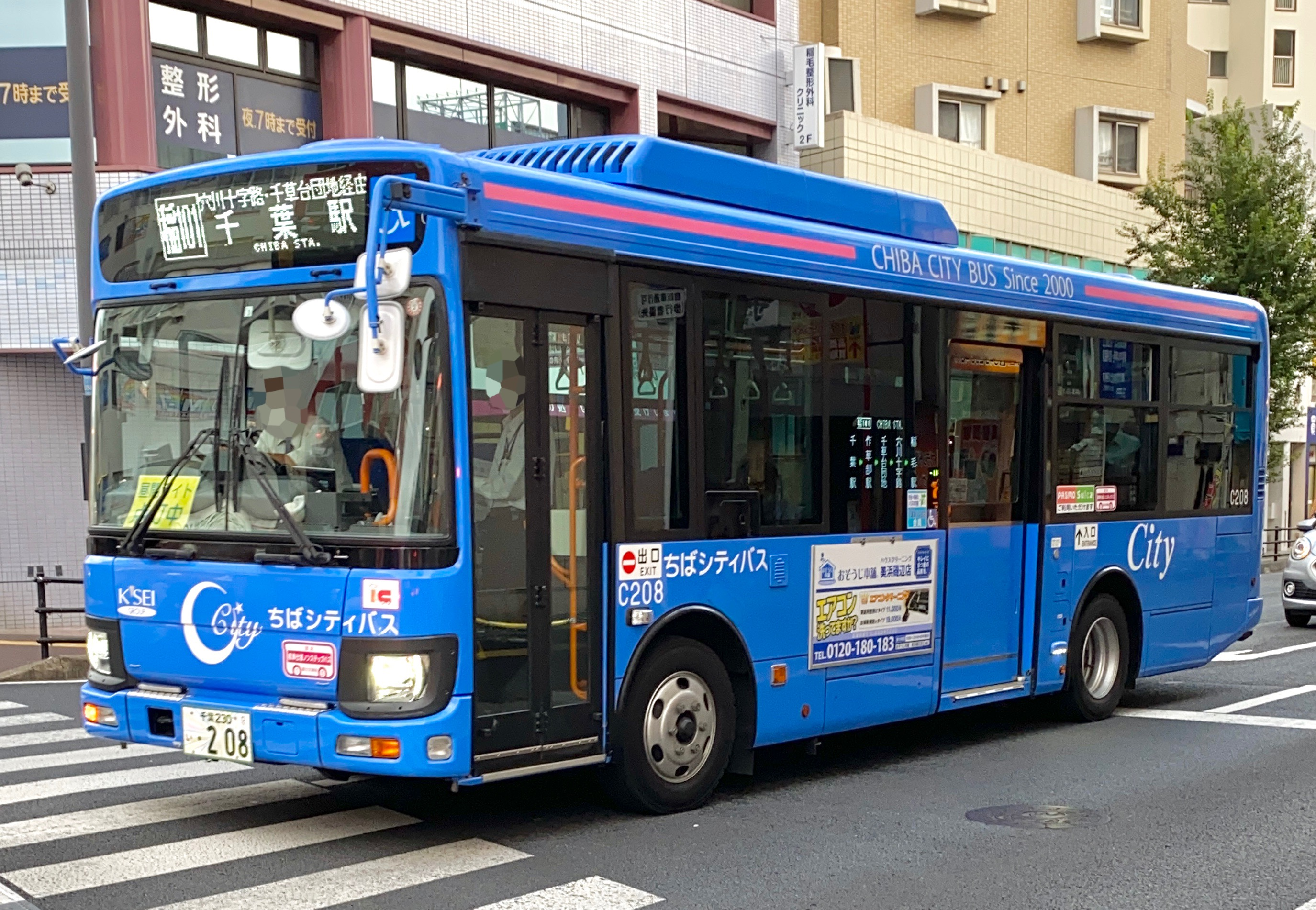
稲毛駅に入構する稲101系統千葉駅行き

- 稲101：稲毛駅東口 - 女子高校 - 穴川十字路 - （←穴川駅) - 千草台団地 - 公務員住宅 - 作草部駅 - 公園球場 - 市民会館 - 千葉駅東口 （- 中央二丁目 - 千葉中央駅東口 - 千葉中央駅西口）
- 稲102：稲毛駅東口 - 女子高校 - 穴川十字路 -（←穴川駅) - 千草台団地 - 公務員住宅 - 作草部駅 - 公園球場 - 市民会館 - 千葉駅東口 - 広小路 - 郷土博物館・千葉県文化会館 - 中央博物館 - 千葉大学病院 - 市立青葉病院 - 南矢作 - 星久喜 - 川戸都苑（土休日1往復のみ）
  - 2016年12月16日：千葉中央線の草野車庫 - スポーツセンター駅間が廃止に伴い、運行開始[33]。
  - 2021年3月22日：千草台団地線と統合する形で運行終了[30]。

稲毛駅東口から千草台団地を経由して千葉駅東口までの路線である。2016年12月15日までは千葉中央線として千葉中央駅 - 中央二丁目 - 千葉駅東口から穴川駅 - スポーツセンター駅 - 草野車庫間を「千23」系統（本社移転前までは「中央18」）として運行していた路線であった。
2021年3月22日のダイヤ改正により、千草台団地線の稲毛駅 - 千草台団地、西千葉駅 - 千葉駅北口の延伸に伴い、稲101系統、稲102系統の運行を終了。稲103系統については千草台団地線に統合。

### ボートピア習志野無料シャトルバス
- JR津田沼駅 - 京成津田沼駅 - （無停車） - ボートピア習志野
  - 2015年4月3日：成田空港交通より移管。
  - 2020年2月28日：新型コロナウィルス感染拡大防止の観点による施設臨時休業により運休。
  - 2020年7月21日：ボートピア習志野廃業[34]によりシャトルバス廃止。

### イオンモール幕張新都心線

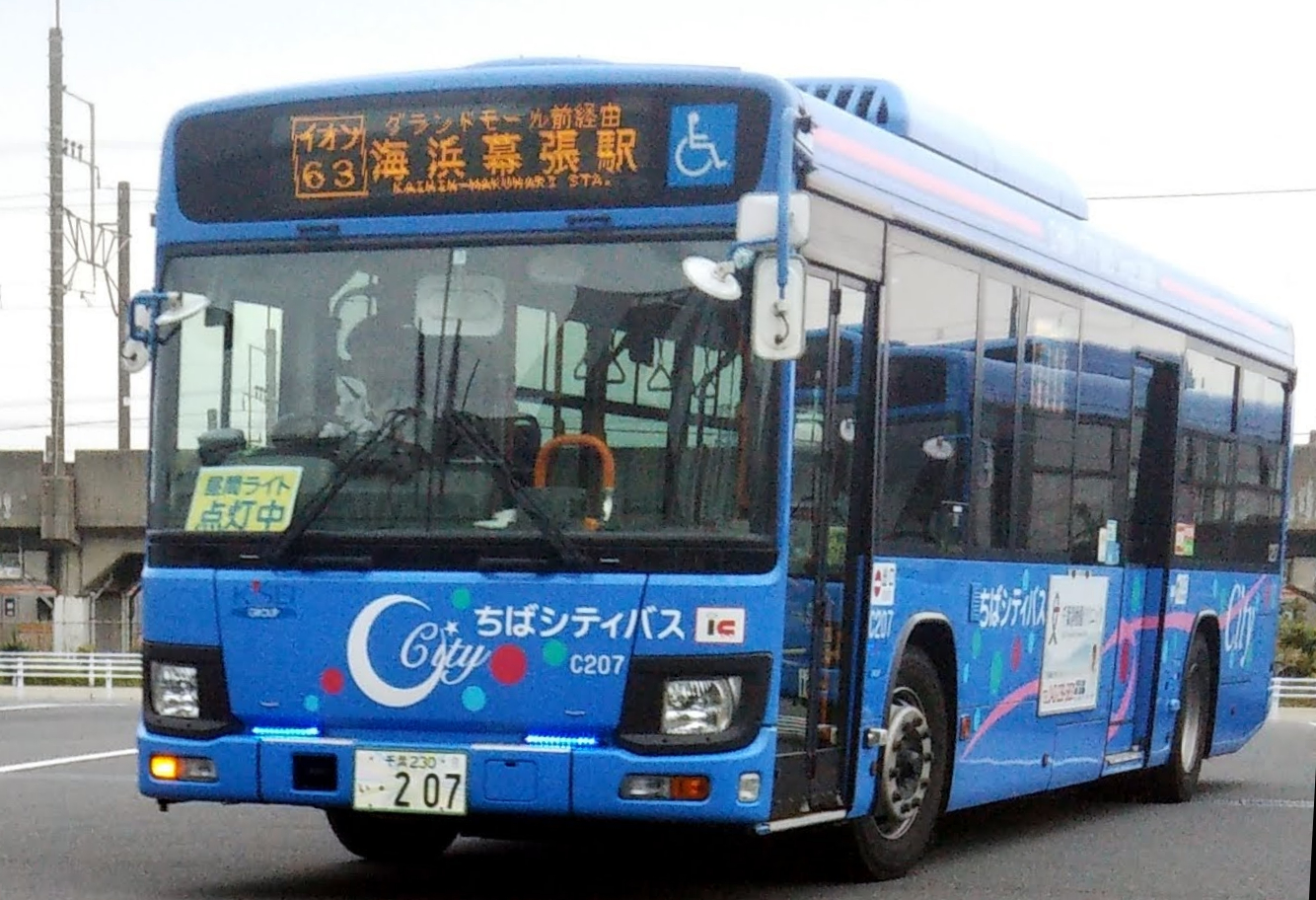
幕張新都心をピストン輸送するC207号車

- イオン63：海浜幕張駅 - （←プレナ幕張） - タウンセンター - 幕張メッセ中央 - （→豊砂公園/←イオンモール幕張新都心グランドモール前） - イオンモール幕張新都心ファミリーモール前
- イオン65：海浜幕張駅→幕張メッセ中央→イオンモール幕張新都心イオンスタイル口→イオンモール幕張新都心ファミリーモール前
- イオン65：イオンモール幕張新都心ファミリーモール前→イオンモール幕張新都心イオンスタイル口→富士通→NTT→テクノガーデン→海浜幕張駅（夜のみ）
  - 2013年12月17日：[京成]運行開始。
  - 2014年1月25日：イオン63が共同運行化。
  - 2015年4月1日：イオン64、イオン65が共同運行化。プレナ幕張はイオン63の海浜幕張駅方面のみ停車となる。
  - 2016年
    - 8月8日：ダイヤ改正。「イオンモール幕張新都心グランドモール北」を「イオンモール幕張新都心イオンスタイル口」に名称変更。「イオンモール幕張新都心蔦屋書店口」の新設。イオン64（海浜幕張駅→幕張メッセ中央→グランドモール）の廃止。海浜幕張駅発着系統の平日の運行本数の減便。
    - 12月20日：「イオンモール幕張新都心バスターミナル」を「イオンモール幕張新都心ファミリーモール前」に名称変更。

  - 2017年8月1日：海浜幕張駅発着系統の土曜・休日の運行本数の減便。
  - 2021年7月1日：ファミリーモール前方面のみ「イオンモール幕張新都心アクティブモール前」（降車専用）が追加。
  - 2023年6月19日：ちばシティバスが運行から撤退し、京成バスによる単独運行化。

京成バスがイオンモール幕張新都心のオープンに伴い、2013年12月17日から運行開始した路線で、当社の運行路線は系統番号60番台の海浜幕張駅発着系統である。当時は現金100円・ICカード168円の均一運賃制となっており、現金の方がICカードよりも安くなっていた。

### メッセ新都心線

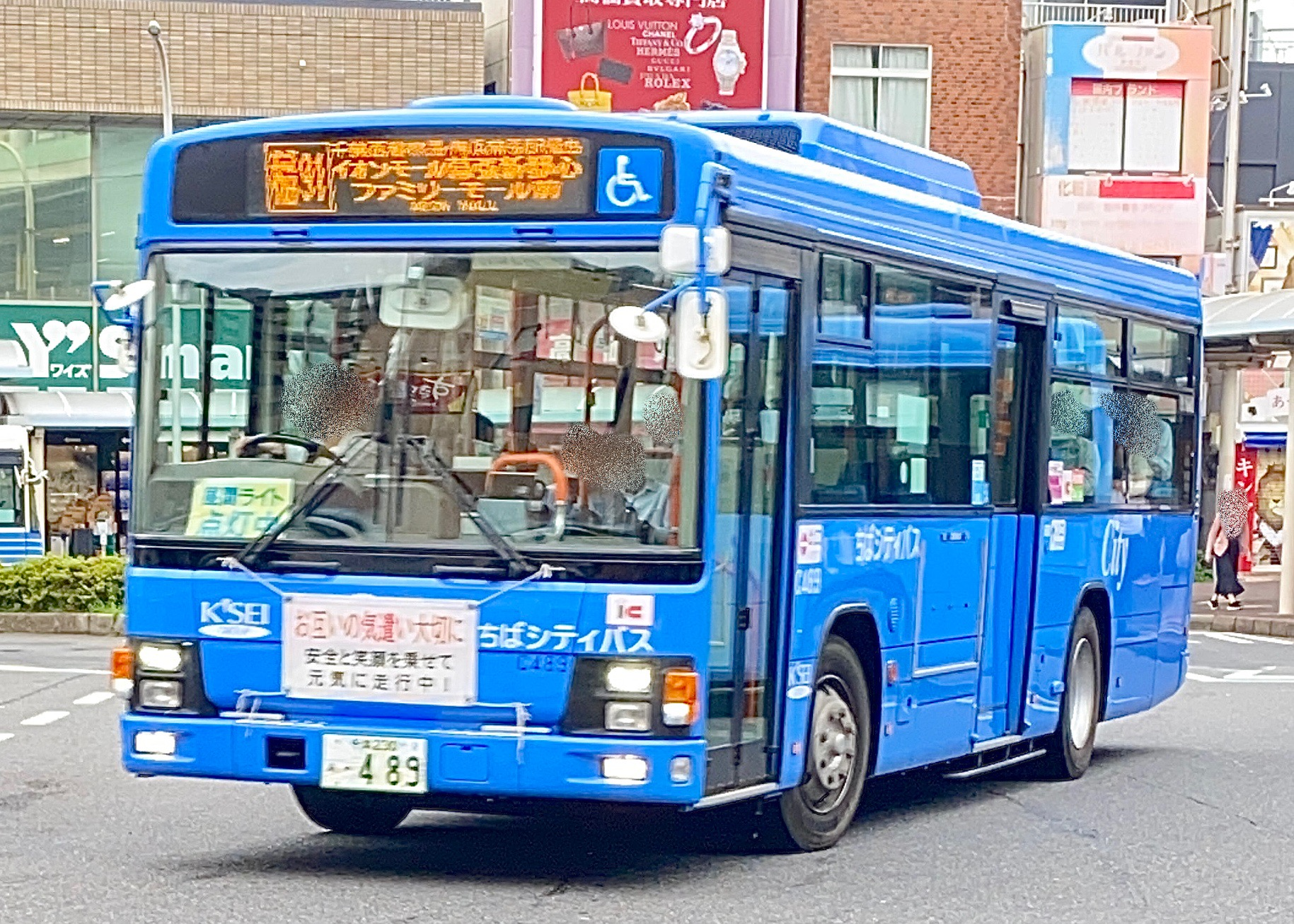
稲91系統イオンモール幕張新都心行き

- 稲91：稲毛駅西口 - プラウドシティ・ウエスト - 千葉西警察署 - イオン海浜幕張店 - 海浜幕張駅 - 幕張メッセ中央 - （→イオンモール幕張新都心イオンスタイル口/←イオンモール幕張新都心グランドモール前） - 幕張豊砂駅（イオンモール幕張新都心エキマエモール）〔千葉海浜交通〕
  - 2013年
    - 1月16日：運行開始[5]。
    - 12月17日：幕張メッセ中央 - イオンモール幕張新都心バスターミナルまで延伸。

  - 2014年7月1日：「プレナ幕張」停留所に停車開始。
  - 2015年2月28日：「県立幕張高校入口」停留所を「ひび野一丁目」に改称[35]。
  - 2016年12月20日：「イオンモール幕張新都心バスターミナル」停留所を「イオンモール幕張新都心ファミリーモール前」に改称。全便、イオンモール幕張新都心イオンスタイル口経由に変更。
  - 2020年4月1日：美浜大橋の開通により、「若葉第三」、「若葉第四」停留所に停車するのは、稲毛駅西口行きのうち1日1便のみに変更。
  - 2021年12月24日：「イオン幕張店」停留所を「イオン海浜幕張店」に改称。
  - 2023年
    - 7月1日：運賃改定により、イオン海浜幕張店 - 海浜幕張駅の現金100円運賃が廃止。
    - 11月16日：「イオンモール幕張新都心ファミリーモール前」停留所を「幕張豊砂駅（イオンモール幕張新都心エキマエモール）」に改称。

  - 2024年
    - 2月29日：海浜幕張駅 - 幕張豊砂駅（イオンモール幕張新都心エキマエモール）の現金100円運賃が廃止[36]。
    - 3月15日：ちばシティバスが運行から撤退[8]（最終運行は10日）。千葉海浜交通単独運行となる。以後は千葉海浜交通#幕張メッセ中央線の項を参照。

同社の一般路線で海浜幕張駅に乗り入れる路線は後述のイオンモール幕張新都心線の運行開始まで本路線が唯一であった。出入庫系統となる美浜リゾート線とセットダイヤになっており、更に間合い運用で特定輸送に入る珍しい路線となっていた。

### プラウドシティ線

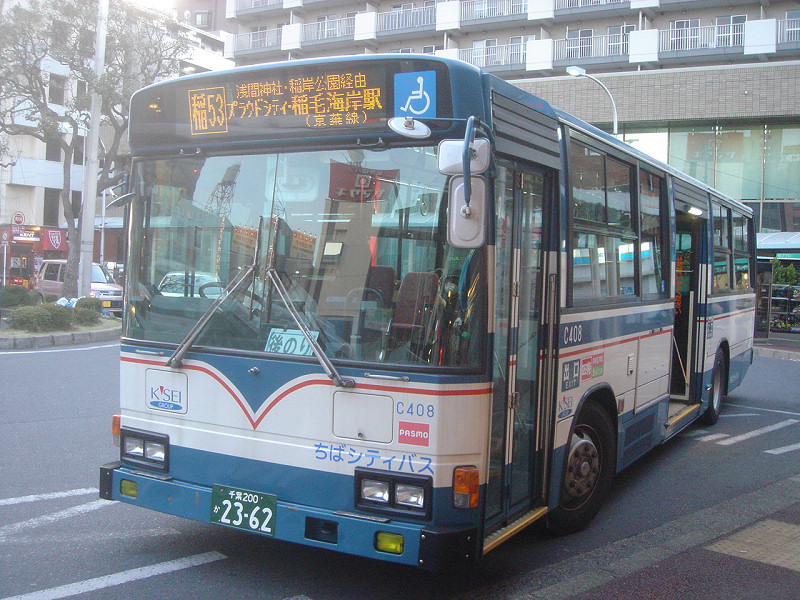
稲毛駅に停車中のプラウドシティ線

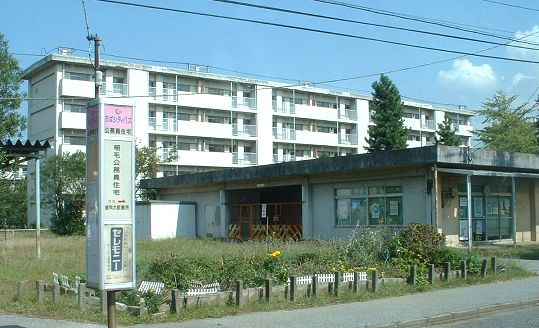
廃止された公務員住宅停留所

- 稲52：稲毛海岸駅 → プラウドシティ・ヤオコー前 → ルネグランマークス → 高洲プール前 → 浅間神社 → 稲毛駅西口
- 稲53：稲毛駅西口 → 浅間神社 → 高洲プール前 → プラウドシティ・ヤオコー前 → ルネグランマークス → 稲毛海岸駅
- 稲54：稲毛海岸駅 → プラウドシティ・ヤオコー前 → ルネグランマークス
- 稲55：稲毛駅西口 → 浅間神社 → 高洲プール前 → プラウドシティ・ヤオコー前 → ルネグランマークス
- 稲56：稲毛海岸駅 → プラウドシティ・ヤオコー前 → ルネグランマークス → 京成稲毛駅入口 → 稲毛駅西口
- 稲57：稲毛駅西口 → 京成稲毛駅入口 → プラウドシティ・ヤオコー前 → ルネグランマークス → 稲毛海岸駅
- 稲59：稲毛駅西口 → 京成稲毛駅入口 → プラウドシティ・ヤオコー前 → ルネグランマークス
  - 昭和40年代：[京成]稲毛駅 - 公務員住宅が開通。
  - 2000年1月16日：京成電鉄より移管。
  - 2002年8月1日：稲毛駅 - 検見川浜駅系統が開通。
  - 2006年4月1日：公務員住宅系統を稲毛駅西口 - 高洲プール前、稲毛駅西口 → 歯科大入口に短縮。
  - 2012年2月23日：路線名を公務員住宅線からプラウドシティ線に変更し、路線網を大幅に改編する。稲毛海岸駅への乗り入れを開始。
  - 2020年6月13日：稲毛陸橋経由が新設されたほか、「歯科大入口」停留所を「ルネグランマークス」、「稲毛海岸五丁目」停留所を「ミライハマ前」に改称。稲50系統（稲毛駅西口 → 浅間神社 → 高洲プール前 → プラウドシティ・ヤオコー前 → 千葉西警察署 → 検見川浜駅）と稲51系統（検見川浜駅 → 千葉西警察署 → プラウドシティ・ウエスト → 高洲プール前 → 浅間神社 → 稲毛駅西口）の運行を終了。
  - 2025年3月16日：千葉海浜交通に移管[37]。

本路線の基となった路線である公務員住宅線は、同社の営業開始と同時に移管された路線であり、もともとは稲毛公務員住宅への足として1967年頃に開通したものである。公務員住宅のある稲毛海岸は、千葉市美浜区域で最初に埋め立てられた地区で、当初はこの線と稲毛駅西口 - 浅間神社 - 稲毛団地という線が稲毛団地線の線名で運行されていたが、のちに稲毛団地発着便は稲毛陸橋経由となり、別々の線となった。1970年代に入ると沿岸に海浜ニュータウンが造成され、千葉海浜交通が多数の路線を運行するようになったため、乗客はそちらへと流れてしまった。これにより、稲毛団地線は1986年に廃止されたが、公務員住宅線は代替路線のない独自区間が多いことから運行を継続した。
2000年代前半に京成が千葉市沿岸部の路線を整理していく中で、この線は新設の同社に移管された。しかし同じ頃、公務員住宅は老朽化のため撤去されることが決まり、住民の退去が始まった。これにより、終点付近の利用者が激減し、以後、土休日の運行が中止され、日中の便を検見川浜駅へ振り向けて新規利用者の取り込みを狙ったが状況は好転せず、大幅に減便されるという経過をたどっている。さらに、公務員住宅の退去が完了し、敷地が閉鎖されたことから、2006年4月に高洲プール前・歯科大入口を発着点とする路線短縮が実施された。
その後、沿線に野村不動産による分譲マンション「プラウドシティ稲毛海岸」の分譲が進められた為、2012年2月23日より本路線はプラウドシティ線として路線網が再編された。本数も大幅に増便され、プラウドシティ街区内を片周り（反時計回り）の循環路線として周回し、稲毛駅、稲毛海岸駅を結ぶ系統となった。
プラウドシティ街区周辺の路線については、西進方向が稲毛海岸4丁目→プラウドシティ・イースト→プラウドシティ・ヤオコー前、東進方向がプラウドシティ・ウエスト→稲毛海岸5丁目→ルネグランマークスの一方通行で路線が形成されており、稲毛駅と稲毛海岸駅を結ぶ「稲52」「稲53」は稲毛海岸4丁目から西進した後、プラウドシティ・ヤオコー前→プラウドシティ・ウエストと進み、東進してルネグランマークスから抜ける反時計回りでの運行を行っている。このため、稲毛海岸4丁目→歯科大入口間は同じポールに稲毛駅行きと稲毛海岸駅行きの両方向が停車する運行形態となる。ルネグランマークスの停留所放送の際に「このバスは稲毛海岸駅（稲毛駅）行きです」という誤乗防止の放送が流れる。運行経路上では、ルネグランマークスから東進したバスは稲毛海岸4丁目の前を通過するが、東進方向にはポールが設置されておらず、バスが停車しない。また、「稲54」「稲55」は、稲毛海岸駅、稲毛駅からこの反時計回りの区間を1周してルネグランマークス止まりの区間運転便に該当する。なお、「稲52」「稲53」「稲56」は、プラウドシティ・イースト発の区間運転便が朝方に運転される。
一方、「稲50」「稲51」は稲毛駅と検見川浜駅を結んでいるが、前述のような周回を行わず、検見川浜駅行きは西進方向のみを経由し、稲毛駅行きは東進方向のみを経由する。2012年11月16日実施ダイヤでは、運行の主体が「稲52」「稲53」中心となっており、稲毛駅 - 検見川浜駅については平日のみ各2本ずつの運行となっていた。2017年3月4日のダイヤ改正により、稲毛駅 - 検見川浜駅は平日1往復のみに減便され、2020年6月13日のダイヤ改正で廃止された。
京成グループバス再編を鑑み、2025年3月15日をもって千葉海浜交通に移管された。

## 車両
同社では、いすゞ自動車、日野自動車、三菱ふそうの3メーカの車両を使用している。京成電鉄（現・京成バス）の分離子会社であるため、車両の多くは同社または京成バスグループの会社から譲渡されたものである。一般路線車は、大型車から小型車まで様々な車種が配置されている。道路幅の狭い星久喜線と轟町循環線は中型車限定運用となっているが、その他の路線では両者の運用が明確に区別されているわけではない。小型車については、2001年の幕張本郷循環線・轟町循環線開業時にマイクロバス（三菱ふそう・ローザ）が導入されたが、幕張本郷循環線は利用者減少により2003年に路線廃止、轟町循環線は利用者が増加し中型車に変更されたため同車は役目を終え、2005年にグループ会社の千葉内陸バスに移籍した。その後、京成バスより小型車（日野・リエッセ）が譲渡され、いずみ台線などの閑散路線で使用されていた。
また、当社の特徴として、会社設立以来さまざまなカラーリングの車両を使用していることが挙げられる。設立間もないころにはピンク色を基調としたデザインであったが、2003年度の新車からは薄い青色に変更となった。しかし、在籍する他の車両にまで塗装を変更する経済的余力が無かったため、2005年後期にちばフラワーバスから移籍した車両は、フラワーバスのデザインを活かしたまま一部を濃紺色に塗り替え、これに金色のアクセントを加えたレトロ調の色彩となっている。また、京成バスから移籍した車両については塗り替えを行わず社名表記の変更のみで対応、グループ他社からの移籍車両はカラーパターンの変更で対処する車両があるなど、車両塗装については混在したものとなっていた。
さらには、京成バスシステムからの移籍車も存在していたこともあり、こちらは京成バス塗色。当初は東京ベイシティ交通で使用されており、京成バスシステム移籍と同時に京成バス塗色に変更（新習志野駅からのシネックス特定輸送に使用されていた。2010年9月下旬から同社に受け持ちが移動）。
2012年にも東京ベイシティ交通からの移籍が出ており、帯色を変更したものもあれば、変更がなく、「東京ベイシティバス」の表記については「東京ベイ」の文字を隠して「ちば」に直しただけの車両まで出ていた。
2024年現在は、京成バスからの移籍車も含め、ほぼ全ての車両が塗り替えられている。
高速用は三菱ふそうエアロバスの最終モデルと三菱ふそう・エアロエースを1台ずつ、日野・セレガ5台を新製投入しているが、このほかは京成バスグループからの転入車である。
ちばシティバスの車両番号の表記は京成バスなどと同じく4桁表記で、千の位はシティを示す「C」、百の位は用途（0・3が高速車、1・4・5が京成バスなどからの転入車、2が一般路線用の新製車）、十の位・一の位は基本的に01～99と連番で振られていく。ただし、42と49は忌数であるため基本的には欠番となる。

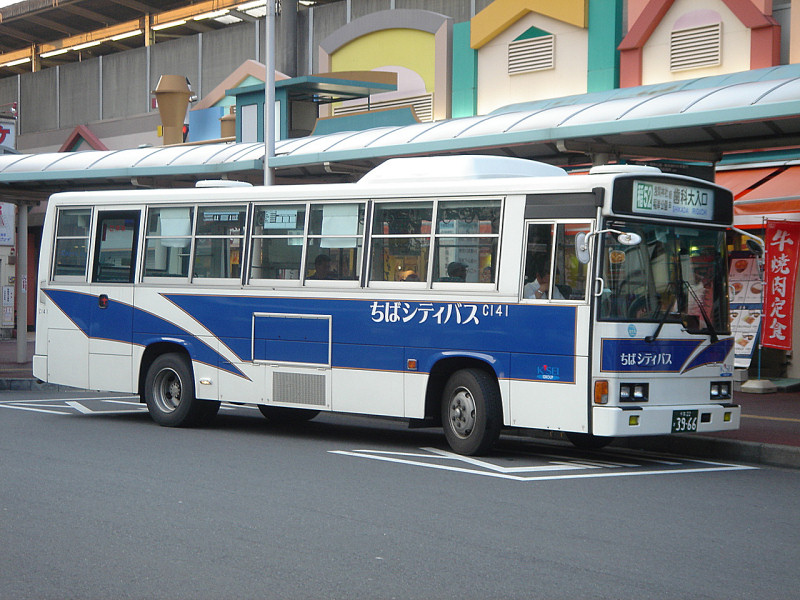
レトロ調塗装車両（元・ちばフラワーバス）
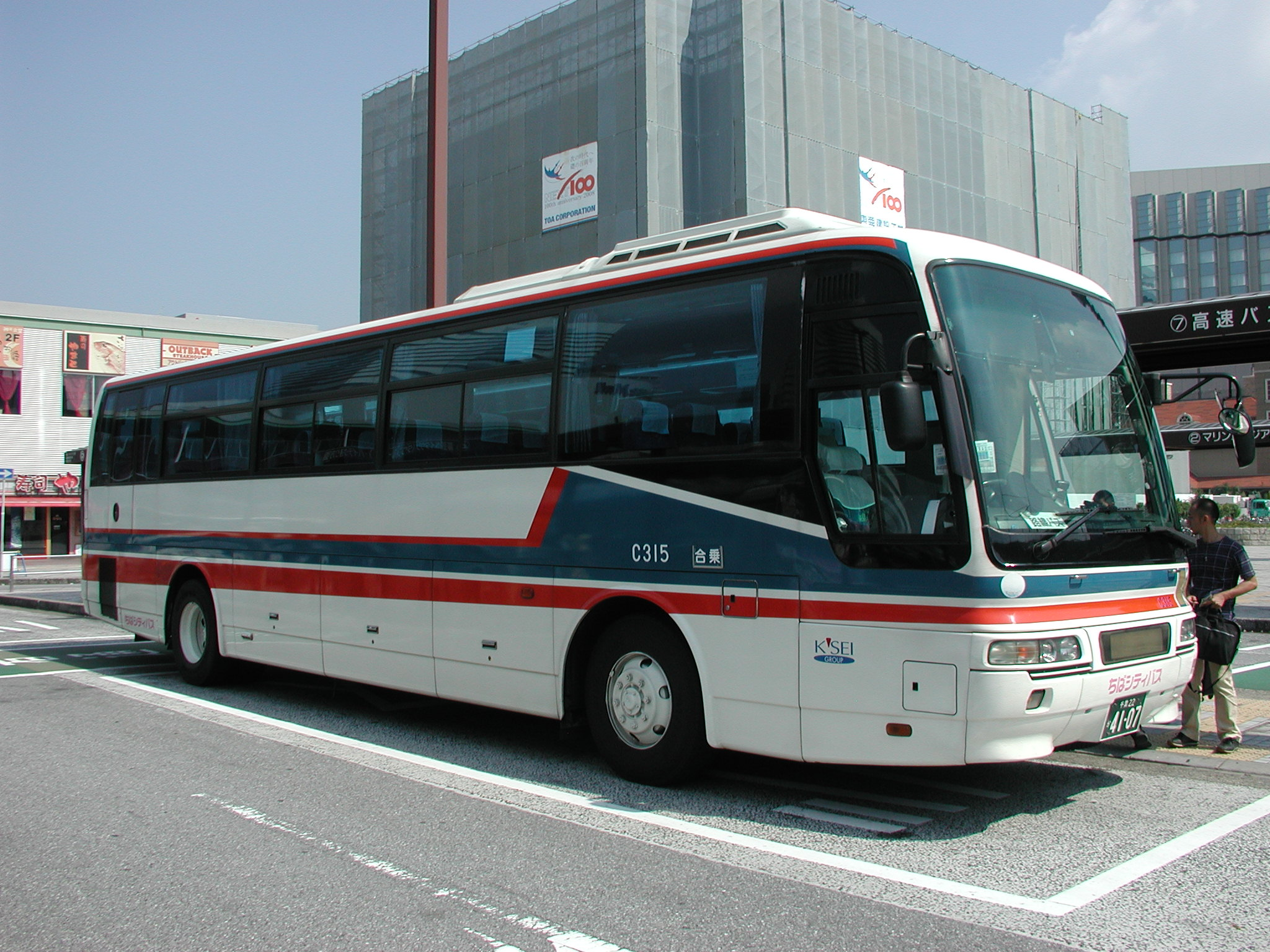
空港リムジン車両（三菱ふそうエアロバス、元・京成バス）
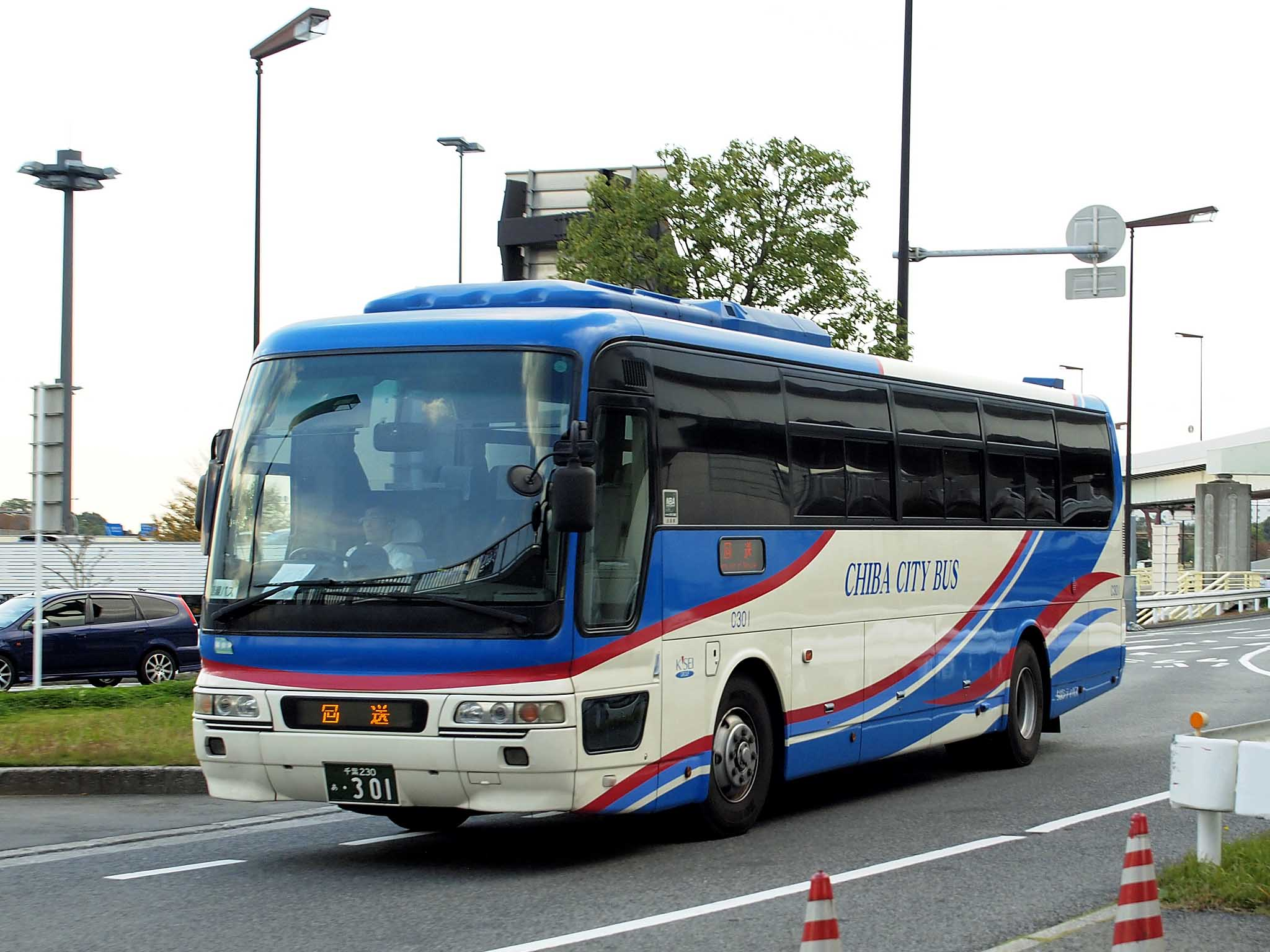
空港リムジン車両（三菱ふそうエアロバス）
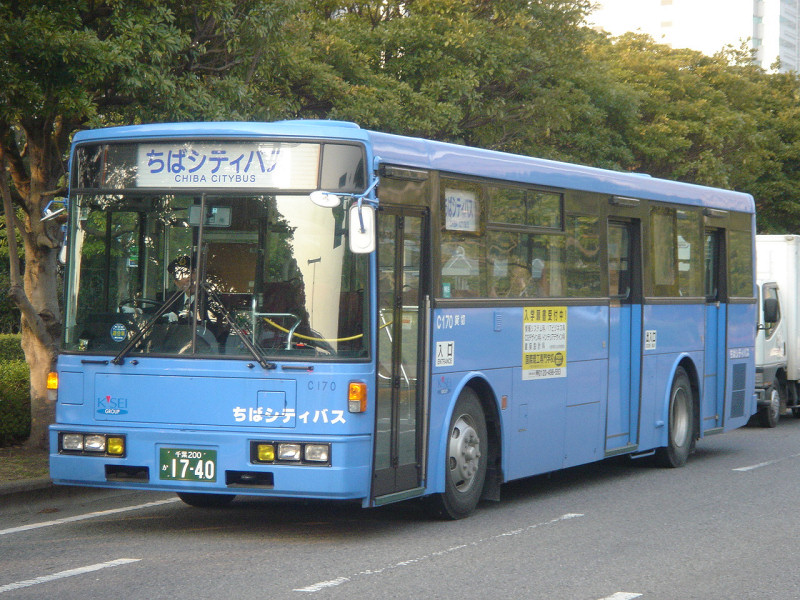
貸切用車両（いすゞLV、元・東京ベイシティ交通）
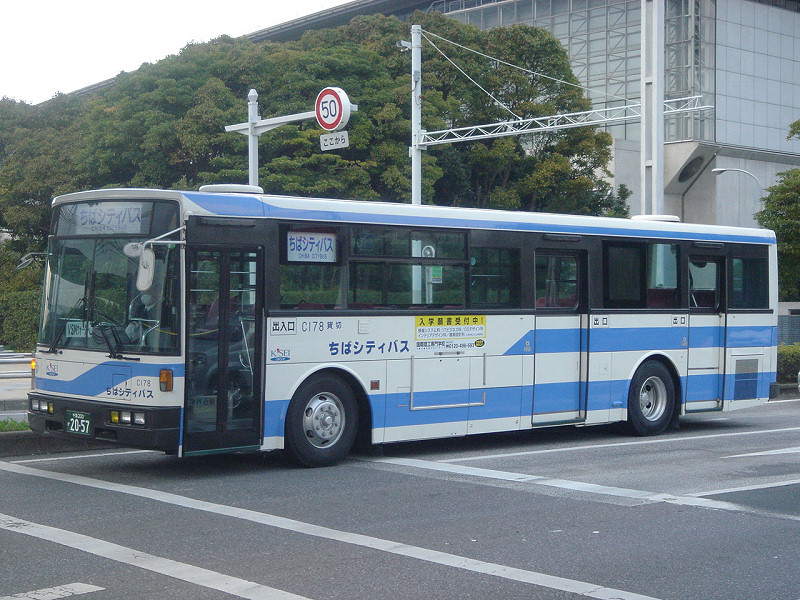
貸切用車両・前所有社のカラーパターンを変更したもの（いすゞLV、元・東京ベイシティ交通）
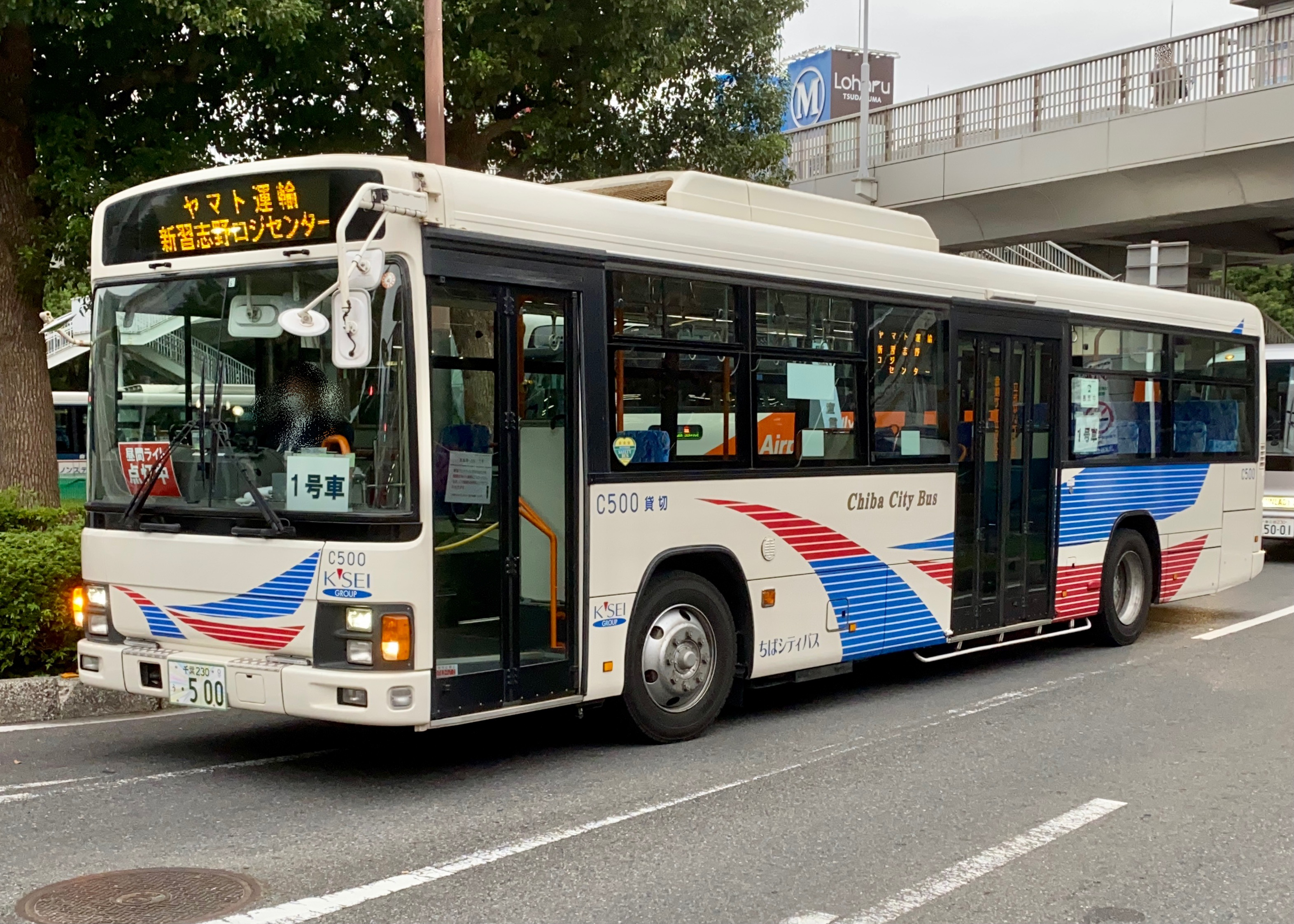
貸切用車両（元・京成バス新都心営業所）